# Liste der Kulturdenkmale in Mickten
Die Liste der Kulturdenkmale in Mickten umfasst die Kulturdenkmale der Dresdner Gemarkung Mickten.
Die Anmerkungen sind zu beachten.
Diese Liste ist eine Teilliste der Liste der Kulturdenkmale in Dresden. 

Diese Liste ist eine Teilliste der Liste der Kulturdenkmale in Sachsen.

## Legende
- Bild: Bild des Kulturdenkmals, ggf. zusätzlich mit einem Link zu weiteren Fotos des Kulturdenkmals im Medienarchiv Wikimedia Commons. Wenn man auf das Kamerasymbol klickt, können Fotos zu Kulturdenkmalen aus dieser Liste hochgeladen werden:
- Bezeichnung: Denkmalgeschützte Objekte und ggf. Bauwerksname des Kulturdenkmals
- Lage: Straßenname und Hausnummer oder Flurstücknummer des Kulturdenkmals. Die Grundsortierung der Liste erfolgt nach dieser Adresse. Der Link (Karte) führt zu verschiedenen Kartendiensten mit der Position des Kulturdenkmals. Fehlt dieser Link, wurden die Koordinaten noch nicht eingetragen. Sind diese bekannt, können sie über ein Tool mit einer Kartenansicht einfach nachgetragen werden. In dieser Kartenansicht sind Kulturdenkmale ohne Koordinaten mit einem roten bzw. orangen Marker dargestellt und können durch Verschieben auf die richtige Position in der Karte mit Koordinaten versehen werden. Kulturdenkmale ohne Bild sind an einem blauen bzw. roten Marker erkennbar.
- Datierung: Baubeginn, Fertigstellung, Datum der Erstnennung oder grobe zeitliche Einordnung entsprechend des Eintrags in der sächsischen Denkmaldatenbank
- Beschreibung: Kurzcharakteristik des Kulturdenkmals entsprechend des Eintrags in der sächsischen Denkmaldatenbank, ggf. ergänzt durch die dort nur selten veröffentlichten Erfassungstexte oder zusätzliche Informationen
- ID: Vom Landesamt für Denkmalpflege Sachsen vergebene, das Kulturdenkmal eindeutig identifizierende Objekt-Nummer. Der Link führt zum PDF-Denkmaldokument des Landesamtes für Denkmalpflege Sachsen. Bei ehemaligen Kulturdenkmalen können die Objektnummern unbekannt sein und deshalb fehlen bzw. die Links von aus der Datenbank entfernten Objektnummern ins Leere führen. Ein ggf. vorhandenes Icon  führt zu den Angaben des Kulturdenkmals bei Wikidata.

## Liste der Kulturdenkmale in Mickten
| Bild                                    | Bezeichnung                                                                                                 | Lage                                                        | Datierung                                                                            | Beschreibung | ID       |
| --------------------------------------- | --- | ----------------------------------------------------------- | ------------------------------------------------------------------------------------ | --- | -------- |
|                                         | Leinpfad | Altmickten (Karte)                                          | bezeichnet 1751, bezeichnet 1768 (Stützmauer)                                        | Hochwasserschutzmauer und Stützmauer sowie Pflasterung des Weges zwischen Altmickten und Übigau; der Leinpfad führt zum Schloss Übigau, endet am Drehkran der ehemaligen Dresdner Maschinenfabrik, landschaftsgestalterisch, ortsgeschichtlich und städtebaulich bedeutend (siehe auch Schloss Übigau). | 09218117 |
| Weitere Bilder                          | Lindenschänke                                                                                               | Altmickten 1 (Karte)                                        | 1862 (Gasthaus)                                                                      | Kleines Gasthaus mit Anbauten; exponierte Lage am Dorfanger, Teil des historischen Ortskerns Mickten, baugeschichtlich und ortsgeschichtlich bedeutend. | 09214501 |
|                                         | Wohnstallhaus, Stallgebäude und Seitengebäude eines Vierseithofes                                           | Altmickten 2 (Karte)                                        | 2. Viertel 19. Jh. (Wohnstallhaus)                                                   | Hofanlage charakteristisch für die örtliche Bauweise und Lebensweise im 2. Viertel des 19. Jh., Teil des historischen Ortskerns Mickten, baugeschichtlich und ortsgeschichtlich bedeutend. | 09214502 |
|                                         | Wohnhaus und Hintergebäude eines Zweiseithofes                                                              | Altmickten 3 (Karte)                                        | 2. Viertel 19. Jh., nach 1823 (Wohnstallhaus)                                        | Hofanlage charakteristisch für die örtliche Bauweise und Lebensweise der Mitte des 19. Jh., Teil des historischen Ortskerns Mickten, baugeschichtlich und ortsgeschichtlich bedeutend. | 09214503 |
|                                         | Seitengebäude, Scheune und Toranlage eines Dreiseithofes                                                    | Altmickten 4 (Karte)                                        | um 1869 (Seitengebäude)                                                              | Seitengebäude, Scheune (zum Wohnhaus umgebaut ?) und Toranlage mit Pforte eines Dreiseithofes; die verbliebene Hofanlage ist wichtiger Bestandteil des historischen, trotz der Brände im 19. Jh. gut erhaltenen Dorfensembles Mickten, baugeschichtlich und ortsgeschichtlich sehr bedeutend. | 09214504 |
|                                         | Wohnstallhaus und Toranlage eines Dreiseithofes                                                             | Altmickten 5 (Karte)                                        | 2. Viertel 19. Jh. (Bauernhaus)                                                      | Hofanlage charakteristisch für die örtliche Bauweise und Lebensweise der Mitte des 19. Jh., Teil des historischen Ortskerns Mickten, baugeschichtlich und ortsgeschichtlich bedeutend. Zum Schutzgut des Dreiseitenhofes Altmickten 5 gehören das langgestreckte ehemalige Wohnstallhaus (rechts) und die Toranlage. Das verputzte, giebelständige Wohnstallhaus mit Satteldach, im Giebel das ortstypische Zwillingsfenster, zeigt seit der letzten Sanierung eine Vielzahl von Dachgaupen hauptsächlich zur Hofseite. Die Toranlage aus massiven Torpfosten wurde vermutlich in den 1990er Jahren erneuert. Die genannten Teiles des Hofes sind als Zeugnisse der örtlichen Bauweise und Lebensweise in der Mitte des 19. Jahrhunderts, als Mickten noch überwiegend dörflich geprägt war, und als Teil des bedeutsamen historischen Ortskerns Altmickten baugeschichtlich und ortsgeschichtlich von Bedeutung.                                      | 09214505 |
|                                         | Wohnstallhaus eines ehemaligen Dreiseithofes                                                                | Altmickten 6 (Karte)                                        | 1. Hälfte 19. Jh. (Bauernhaus)                                                       | charakteristisch für die örtliche Bauweise und Lebensweise der 1. Hälfte des 19. Jh., Teil des historischen Ortskerns Mickten, baugeschichtlich und ortsgeschichtlich bedeutend. Das Wohnstallhaus des ehemaligen dreiseitigen Bauernhofes Altmickten 6 steht mit seinem Giebel an der elbabgewandten Kopfseite des Dorfangers. Das verputzte, zweigeschossige Gebäude wird von einem Satteldach überdeckt. Auffallend die weit auskragenden Natursteinplatten am Traufpunkt. Das Bauernhaus ist ein charakteristisches Zeugnis für die örtliche Bauweise und Lebensweise der 1. Hälfte des 19. Jahrhunderts, als Mickten noch dörflich geprägt war. Neben seiner baugeschichtlichen Bedeutung ist das Wohnhaus Altmickten 6 Teil des bedeutsamen historischen Ortskerns Altmickten, daraus resultiert auch ein ortsgeschichtlicher Wert. | 09214506 |
|                                         | Auszugshaus mit Toranlage (Torpfeiler) eines Bauernhofes                                                    | Altmickten 8 (Karte)                                        | um 1800 (Auszugshaus)                                                                | ortstypisches ländliches Gebäude mit Fachwerk im Obergeschoss, charakteristisches Beispiel ländlicher Architektur am Anfang des 19. Jh., ortsgeschichtlich und sozialgeschichtlich bedeutend. Das um 1800 errichtete Seitengebäude Altmickten 8 liegt am Rande des Dorfplatzes Altmickten. Der zweigeschossige ländliche Bau weist, bis auf den platzabgewandten Giebel über seinem massiven Erdgeschoss im Obergeschoss Fachwerk auf. Das Giebeldreieck des Satteldaches zum Anger hin verbrettert. Hofseitig befindet sich ein kleiner, zweigeschossiger Anbau mit abgeschlepptem Dach. Von der Toranlage in den Hof Nummer 8 sind zwei massive Torpfeiler mit Abdeckplatte (Naturstein) erhalten. Abgesehen vom baugeschichtlichen Wert als charakteristisches Beispiel ländlicher Architektur am Anfang des 19. Jahrhunderts ist die Anlage als typisches bäuerliches Haus in Altmickten auch ortsgeschichtlich und sozialgeschichtlich bedeutend. | 09214507 |
| Weitere Bilder                          | Wohnstallhaus (Fachwerk) und Scheune eines Zweiseithofes                                                    | Altmickten 9 (Karte)                                        | bezeichnet 1823 (Bauernhaus), 2. Hälfte 19. Jh. (Scheune)                            | gut erhaltene Hofanlage charakteristisch für die örtliche Bauweise und Lebensweise im 19. Jh., Teil des historischen Ortskerns Mickten, baugeschichtlich und ortsgeschichtlich bedeutend. | 09214508 |
| Weitere Bilder                          | Wohnstallhaus eines ehemaligen Bauernhofes                                                                  | Altmickten 10 (Karte)                                       | um 1800 (Bauernhaus)                                                                 | Bauernhaus (teilweise Fachwerk, Oberlaube) charakteristisch für die örtliche Bauweise und Lebensweise um 1800, Teil des historischen Ortskerns Mickten, baugeschichtlich und ortsgeschichtlich bedeutend. | 09214509 |
| Weitere Bilder                          | Wohnstallhaus eines ehemaligen Bauernhofes                                                                  | Altmickten 11 (Karte)                                       | um 1800 (Bauernhaus)                                                                 | Bauernhaus (teilweise Fachwerk) charakteristisch für die örtliche Bauweise und Lebensweise um 1800, Teil des historischen Ortskerns Mickten, baugeschichtlich und ortsgeschichtlich bedeutend. | 09214510 |
| Weitere Bilder                          | Wohnstallhaus eines Dreiseithofes                                                                           | Altmickten 12 (Karte)                                       | um 1830 (Bauernhaus), bezeichnet 1832 (Toreinfahrt)                                  | ortstypisches Bauernhaus (teilweise Fachwerk), charakteristisch für die örtliche Bauweise und Lebensweise, Teil des historischen Ortskerns Mickten, baugeschichtlich und ortsgeschichtlich bedeutend. | 09214511 |
| Weitere Bilder                          | Wohnstallhaus eines ehemaligen Bauernhofes                                                                  | Altmickten 13 (Karte)                                       | um 1800 (Wohnstallhaus)                                                              | Bauernhaus (teilweise Fachwerk) charakteristisch für die örtliche Bauweise und Lebensweise um 1800, Teil des historischen Ortskerns Mickten, baugeschichtlich und ortsgeschichtlich bedeutend. | 09214512 |
|                                         | Mietshaus in geschlossener Bebauung                                                                         | Böcklinstraße 18 (Karte)                                    | bezeichnet 1895, in Wetterfahne (Mietshaus)                                          | städtebaulich markantes Wohngebäude, exemplarisches Beispiel für die gründerzeitliche Wohnbebauung Ende des 19. Jahrhunderts, baugeschichtlich und ortsgeschichtlich bedeutend. | 09214515 |
|                                         | Mietshaus in geschlossener Bebauung                                                                         | Böcklinstraße 19 (Karte)                                    | um 1890 (Mietshaus)                                                                  | charakteristisches Beispiel für die gründerzeitliche Wohnbebauung Ende des 19. Jahrhunderts, baugeschichtlich und ortsgeschichtlich bedeutend. | 09214514 |
|                                         | Vier Wohnhäuser (Bunsenstraße 15/17 und Rietzstraße 52/54) einer Wohnanlage                                 | Bunsenstraße 15; 17 (Karte)                                 | um 1930 (Mehrfamilienwohnhaus)                                                       | über L-förmigem Grundriss, an Bunsenstraße und Rietzstraße, aus Geschossbauten mit Lochfassade und Walmdächern, Treppenhausachsen hervorgehoben, dabei belebt von expressionistischen Formen, baugeschichtlich und stadtentwicklungsgeschichtlich bedeutend. | 09215654 |
|                                         | Acht Wohnhäuser (Bunsenstraße 12/14/16/18/20 und Rietzstraße 56/58/60) einer Wohnanlage                     | Bunsenstraße 12; 14; 16; 18; 20 (Karte)                     | um 1928 (Mehrfamilienwohnhaus)                                                       | über L-förmigem Grundriss, nach der Fertigstellung zum Teil im Besitz der Wohnungsbaugenossenschaft für Dresden und Vororte e.G.m.b.H., traditionelle Geschossbauten mit Walmdächern, Treppenhäuser gestalterisch hervorgehoben, belebt durch expressionistische Formen, insbesondere die Rietzstraße 56-60 städtebaulich wirkungsvoll in Szene gesetzt, Anlage baugeschichtlich und künstlerisch bedeutend. | 09215652 |
| Weitere Bilder                          | Wohnhof Dreyßigplatz                                                                                        | Dreyßigplatz 1; 2; 3 (Karte)                                | 1927-1928 (Wohnanlagenteil)                                                          | Wohnhof; Anlage eines geschlossenen Quartiers zwischen Dreyßigplatz, Leipziger Straße, Wüllnerstraße und Franz-Lehmann-Straße um einen Innenhof mit Trockenplätzen, von der Instandsetzungsgenossenschaft des Dresdner Handwerks e.G.m. b.H. errichtet, Bauten mit traditioneller Bedachung, Fassaden durch Lisenengliederung (außer Franz-Lehmann-Straße) und expressionistische Formen belebt, baugeschichtlich und stadtentwicklungsgeschichtlich bedeutend. | 09215604 |
| Weitere Bilder                          | Waffelfabrik Gebr. Hörmann (ehem.)                                                                          | Elbvillenweg 1; 3; 5; 5a; 5b; 5c; 5d; 5e; 7; 9; 11 (Karte)  | bezeichnet 1906, bezeichnet 1909 (Fabrik), bezeichnet 1911, bezeichnet 1916 (Fabrik) | Vierflügelige ehemalige Fabrikanlage um Innenhof; älterer Bau an der Kötzschenbrodaer Straße, baugeschichtlich, industriegeschichtlich, ortsgeschichtlich und personengeschichtlich sowie künstlerisch bedeutend. | 09215595 |
|                                         | Fabrikantenvilla bzw. Verwaltungsgebäude                                                                    | Franz-Lehmann-Straße 5 (Karte)                              | um 1910 (Fabrikantenvilla)                                                           | Verwaltungsgebäude (ohne die dazugehörige, rückwärtige Fabrik); versachlichter, aber gestalterisch auffälliger Bau der Reformarchitektur nach 1900, baugeschichtlich bedeutend | 09215601 |
|                                         | Häuserzeile                                                                                                 | Franz-Lehmann-Straße 29b (Karte)                            | um 1940 (Wohnanlagenteil)                                                            | Teil einer Wohnanlage an Lommatzscher Platz und Lommatzscher Straße, aus drei durch Tore miteinander verbundenen Blöcken bestehend, nach Fertigstellung im Besitz des Baumeisters Herbert O. Steinert (wohl der ausführende Baumeister), Anlage geschickt in die städtebauliche Struktur eingeordnet, dabei Ecklösung zum Lommatzscher Platz und Rundung zur Franz-Lehmann-Straße, der mittlere Block zurückgesetzt, traditionell gestaltete Bauten der NS-Zeit mit Lochfassade und Walmdach, Akzente durch gestaltete Treppenhausachse und dreieckige Dachaufbauten, baugeschichtlich und stadtentwicklungsgeschichtlich bedeutend (siehe auch Lommatzscher Platz 2–6 und Lommatzscher Straße 5–15). | 09215658 |
| Weitere Bilder                          | Wohnhof Dreyßigplatz                                                                                        | Franz-Lehmann-Straße 36; 38; 40; 42; 44; 46 (Karte)         | 1927-1928 (Wohnanlagenteil)                                                          | Wohnhof; Anlage eines geschlossenen Quartiers zwischen Dreyßigplatz, Leipziger Straße, Wüllnerstraße und Franz-Lehmann-Straße um einen Innenhof mit Trockenplätzen, von der Instandsetzungsgenossenschaft des Dresdner Handwerks e.G.m. b.H. errichtet, Bauten mit traditioneller Bedachung, Fassaden durch Lisenengliederung (außer Franz-Lehmann-Straße) und expressionistische Formen belebt, baugeschichtlich und stadtentwicklungsgeschichtlich bedeutend. | 09215604 |
| Weitere Bilder                          | Wohnanlage mit zahlreichen Ladeneinbauten                                                                   | Franz-Lehmann-Straße 39; 41; 43 (Karte)                     | 1912-1913 (Mehrfamilienwohnhaus)                                                     | exemplarisches Beispiel für die Phase des Übergangs vom Historismus zu vereinfachten Bauformen um 1910, baugeschichtlich und städtebaulich bedeutend. | 09215607 |
| Weitere Bilder                          | 41. Bezirksschule; Franz-Lehmann-Oberschule; 41. Grundschule                                                | Hauptmannstraße 15 (Karte)                                  | 1899 (Schule)                                                                        | Schulgebäude und rückwärtige Turnhalle; langgestreckter, gestalterisch auffälliger Bau, Zeugnis für die Stilrichtung des um 1900 in Dresden noch vorherrschenden Historismus, Beispiel für die Bauaufgabe Bildungsbau um die Jahrhundertwende, baugeschichtlich, ortsgeschichtlich und sozialgeschichtlich bedeutend. | 09215632 |
| Weitere Bilder                          | Mietshaus mit Einfriedung in Ecklage und geschlossener Bebauung                                             | Herbststraße 1 (Karte)                                      | um 1900 (Mietshaus)                                                                  | markantes Wohngebäude, typisches Beispiel des späthistoristischen Wohnungsbaus um 1900 in Dresden, baugeschichtlich bedeutend. | 09215597 |
|                                         | Mietshaus mit Einfriedung in offener Bebauung                                                               | Herbststraße 9 (Karte)                                      | um 1895 (Mietshaus)                                                                  | repräsentatives Wohngebäude des späten 19. Jahrhunderts mit anspruchsvoller Fassadengestaltung (historisierende Schmuckelemente und Gliederungselemente), baugeschichtlich bedeutend. | 09215598 |
| Weitere Bilder                          | Mietshaus in offener Bebauung                                                                               | Herbststraße 11 (Karte)                                     | um 1895 (Mietshaus)                                                                  | repräsentatives Wohngebäude des späten 19. Jahrhunderts mit symmetrischer Fassadengestaltung (historisierende Schmuckelementen und Gliederungselemente), Einfriedung teilweise erhalten, baugeschichtlich bedeutend. | 09215599 |
| Weitere Bilder                          | Mietshaus in Ecklage und geschlossener Bebauung                                                             | Herbststraße 21 (Karte)                                     | nach 1900 (Mietshaus)                                                                | trotz in Teilen verloren gegangenen Bauschmucks ausdrucksvolles Wohngebäude des frühen 20. Jahrhunderts mit markanter, turmartiger Eckausbildung, städtebaulich und baugeschichtlich bedeutend. | 09215600 |
| Weitere Bilder                          | Mietshaus in offener Bebauung                                                                               | Herbststraße 23 (Karte)                                     | nach 1910 (Mietshaus)                                                                | äußerst schlichter, dabei mit wenig Ornament akzentuierter Bau des Reformstils nach 1900, baugeschichtlich bedeutend. Das nach 1910 entstandene, relativ schlichte, zweigeschossige Wohnhaus liegt in offener Bebauung über annähernd quadratischen Grundriss. Die über einem Natursteinsockel aufgehende, ausgefallen gestaltete Putzfassade wird einzig gegliedert durch zwei unterschiedliche Fensterformate und farblich abgesetzte Putzrahmungen (Trauffries, Eckbetonungen). Das ausgebaute Dachgeschoss ist mit eher selten zu findenden Gauben mit Mansarddächern in zwei unterschiedlichen Breiten ausgestattet. Das Mietshaus Herbststraße 23 ist als äußerst schlichter, dabei mit wenig Ornament akzentuierter Bau des Reformstils nach 1900 baugeschichtlich von Bedeutung. | 09215644 |
| Weitere Bilder                          | Mietshaus in offener Bebauung                                                                               | Homiliusstraße 1 (Karte)                                    | um 1900 (Mietshaus)                                                                  | markanter Bau, weitgehend ursprünglich erhaltenes und gestalterisch hervorgehobenes, spätgründerzeitliches Wohngebäude, exemplarischer Wert für das Industriedesign der Jahrhundertwende zum 20. Jahrhundert (Farbfliesen Flurausstattung), baugeschichtlich und stadtentwicklungsgeschichtlich bedeutend. | 09218220 |
|                                         | Emmaus-Gemeinde Kaditz                                                                                      | Homiliusstraße 15 (Karte)                                   | 1902 (Gemeindehaus)                                                                  | Kirchgemeindehaus; urspr. als Wohnhaus errichtet, markanter Baukörper mit historistischen Stilelementen und Anklängen an den Jugendstil, Dachreiter mit Glocke, baugeschichtlich und ortsgeschichtlich bedeutend. | 09215590 |
| Weitere Bilder                          | Watzkes Konzert- und Ball-Etablissement                                                                     | Kötzschenbroder Straße 1 (Karte)                            | 1898-1899, bezeichnet 1898 (Ballsaal)                                                | Gasthaus mit Saal; hohes, zweigeschossiges Gebäude über unregelmäßigem Grundriss, mit Verblendziegelfassade, Staffelgiebel (bezeichnet 1898) und Eckturm zur Leipziger Straße, rückwärtig Gartenrestaurant mit Elbterrasse, im Innern großer, z. T. prunkvoller Tanzsaal, baugeschichtlich, kulturgeschichtlich, ortsgeschichtlich und künstlerisch bedeutend. | 09215593 |
| Weitere Bilder                          | Micktner Windmühle                                                                                          | Kötzschenbroder Straße 9 (Karte)                            | Mitte 19. Jh. (Mühle)                                                                | Turmholländer; technikgeschichtlich von Bedeutung, eine der letzten Windmühlen auf dem Stadtgebiet des heutigen Dresden. | 09215651 |
|                                         | Villa | Kötzschenbroder Straße 26 (Karte)                           | um 1895 (Villa)                                                                      | markanter historisierender Bau mit Turmanbau, Erker und reichem Fassadenschmuck, wohl als Fabrikantenvilla zur Konservenfabrik Wachs & Flössner errichtet, baugeschichtlich und ortsgeschichtlich sowie künstlerisch bedeutend. | 09215594 |
|                                         | Mietshaus in Ecklage und offener Bebauung                                                                   | Kötzschenbroder Straße 42 (Karte)                           | um 1895 (Mietshaus)                                                                  | Wohngebäude (mit Geschäftseinbauten) um 1900 in bauzeittypischer Klinker-Werkstein-Architektur errichtet, baugeschichtlich und städtebaulich bedeutend. | 09215649 |
| Weitere Bilder                          | Mietshaus mit Einfriedung in offener Bebauung                                                               | Kötzschenbroder Straße 44 (Karte)                           | um 1895 (Mietshaus)                                                                  | historistisches Wohngebäude aus dem späten 19. Jahrhundert, baugeschichtlich bedeutend. Bei dem über fast quadratischem Grundriss errichteten, in offener Bebauung stehenden Mietshaus Kötzschenbroder Straße 44 handelt es sich um ein historistisches Wohngebäude aus dem späten 19. Jahrhundert. Der zweigeschossige Putzbau über hohem Sockel besitzt ein ausgebautes Dachgeschoss. Die von der Straße sichtbaren, symmetrisch angelegten Fassaden besitzen schlichte, bauzeittypische Schmuck- und Gliederungselemente und werden straßenseitig im ersten Obergeschoss von zwei Balkonen mit schmiedeeisernem Geländer betont. Rückwärtige Gebäudeansicht einfacher. Das Schutzgut umfasst auch die aus massiven Pfosten und schmiedeeisernen Toren sowie Zaunfeldern bestehende Einfriedung. Die Denkmaleigenschaft des Mietshauses ergibt sich aus seiner baugeschichtlichen Bedeutung für die Stadt Dresden.                                   | 09215596 |
| Weitere Bilder                          | Straßenbahnhof Mickten                                                                                      | Leipziger Straße 133 (Karte)                                | 1897 (Straßenbahndepot), 1897 (Verwaltungsgebäude)                                   | Verwaltungsgebäude und Wagenhalle (1897) mit späteren Erweiterungsbauten (1914); zwischenzeitlich ein Teil der Erweiterungsbauten als Kraftfahrzeugwerkstatt genutzt, das Verwaltungsgebäude mit bemerkenswerter historisierender Fassadengestaltung, einer der ältesten und markantesten Straßenbahnhöfe von Dresden, baugeschichtlich, ortsgeschichtlich und verkehrsgeschichtlich bedeutend. Anschriften: Leipziger Straße 133, Lommatzscher Straße 1a und Sternstraße 2a/2b. | 09215659 |
| Weitere Bilder                          | Wohnhof Dreyßigplatz                                                                                        | Leipziger Straße 137; 139; 141; 143; 145; 147; 149 (Karte)  | 1927-1928 (Wohnanlagenteil)                                                          | Wohnhof; Anlage eines geschlossenen Quartiers zwischen Dreyßigplatz, Leipziger Straße, Wüllnerstraße und Franz-Lehmann-Straße um einen Innenhof mit Trockenplätzen, von der Instandsetzungsgenossenschaft des Dresdner Handwerks e.G.m. b.H. errichtet, Bauten mit traditioneller Bedachung, Fassaden durch Lisenengliederung (außer Franz-Lehmann-Straße) und expressionistische Formen belebt, baugeschichtlich und stadtentwicklungsgeschichtlich bedeutend. | 09215604 |
| Weitere Bilder                          | Doppelwohnhaus in offener Bebauung                                                                          | Leipziger Straße 176; 178 (Karte)                           | um 1865 (Wohnhaus)                                                                   | schlichtes Wohngebäude vermutlich aus der 2. Hälfte des 19. Jahrhunderts, Nummer 178 mit Ladenvorbau (ca. 1920), baugeschichtlich und stadtentwicklungsgeschichtlich bedeutend. Das in offener Bebauung an der Leipziger Straße stehende Doppelwohnhaus mit Mansarddach (giebelseitig abgewalmt) stammt vermutlich aus der Zeit um 1865. Die regelmäßige Anordnung der nur von einer schlichten Putzfasche umrahmten Fenster wird an der Haushälfte 176 von einem erdgeschossigen, breiten Geschäftseinbau unterbrochen, Haushälfte 178 in diesem Bereich mit eingeschossigem, flachem Ladenvorbau, vermutlich aus den 1920er Jahren. Dachaufbauten aus Einzelgauben und Doppelgauben mit Satteldächern. Als Sachzeuge der typischen Stadtrandbesiedlung der 2. Hälfte des 19. Jahrhunderts ist das Doppelwohnhaus Leipziger Straße 176/178 baugeschichtlich und stadtentwicklungsgeschichtlich von Bedeutung.                                         | 09215603 |
|                                         | Wohnhaus in offener Bebauung                                                                                | Leipziger Straße 184 (Karte)                                | um 1865 (Wohnhaus)                                                                   | schlichtes Wohngebäude, typische Stadtrandbesiedelung aus der 2. Hälfte des 19. Jahrhunderts, baugeschichtlich und stadtentwicklungsgeschichtlich bedeutend. Das einfache, um 1865 an der Leipziger Straße erbaute Mietshaus steht über rechteckigem Grundriss in offener Bebauung. Das zweigeschossige Wohnhaus mit Satteldach weist eine Putzfassade mit 6 Fensterachsen in gleichen Abständen auf, die hochrechteckigen Fenster nur von einer Putzfasche umrahmt. Die Satteldachgauben sowie die Dachflächenfenster erst nach 1992. Als Sachzeuge der typischen Stadtrandbesiedlung der 2. Hälfte des 19. Jahrhunderts ist das Mietshaus Leipziger Straße 184 baugeschichtlich und stadtentwicklungsgeschichtlich von Bedeutung. | 09215645 |
|                                         | Häuserzeile über U-förmigem Grundriss                                                                       | Lommatzscher Platz 2; 4; 6 (Karte)                          | um 1940 (Wohnanlagenteil)                                                            | Teil einer Wohnanlage an Lommatzscher Platz und Lommatzscher Straße, aus drei durch Tore miteinander verbundenen Blöcken bestehend, nach Fertigstellung im Besitz des Baumeisters Herbert O. Steinert (wohl der ausführende Baumeister), Anlage geschickt in die städtebauliche Struktur eingeordnet, dabei Ecklösung zum Lommatzscher Platz und Rundung zur Franz-Lehmann-Straße, der mittlere Block zurückgesetzt, traditionell gestaltete Bauten der NS-Zeit mit Lochfassade und Walmdach, Akzente durch gestaltete Treppenhausachse und dreieckige Dachaufbauten, baugeschichtlich und stadtentwicklungsgeschichtlich bedeutend (siehe auch Lommatzscher Straße 1–9 und Franz-Lehmann-Straße 29b). | 09215657 |
|                                         | Häuserzeile                                                                                                 | Lommatzscher Straße 1; 3 (Karte)                            | um 1940 (Wohnanlagenteil)                                                            | Teil einer Wohnanlage an Lommatzscher Platz und Lommatzscher Straße, aus drei durch Tore miteinander verbundenen Blöcken bestehend, nach Fertigstellung im Besitz des Baumeisters Herbert O. Steinert (wohl der ausführende Baumeister), Anlage geschickt in die städtebauliche Struktur eingeordnet, dabei Ecklösung zum Lommatzscher Platz und Rundung zur Franz-Lehmann-Straße, der mittlere Block zurückgesetzt, traditionell gestaltete Bauten der NS-Zeit mit Lochfassade und Walmdach, Akzente durch gestaltete Treppenhausachse und dreieckige Dachaufbauten, baugeschichtlich und stadtentwicklungsgeschichtlich bedeutend (siehe auch Lommatzscher Platz 2–6 und Lommatzscher Straße 5–15). | 09215658 |
| Weitere Bilder                          | Straßenbahnhof Mickten                                                                                      | Lommatzscher Straße 1a (Karte)                              | 1897 (Straßenbahndepot), 1897 (Verwaltungsgebäude)                                   | Verwaltungsgebäude und Wagenhalle (1897) mit späteren Erweiterungsbauten (1914); zwischenzeitlich ein Teil der Erweiterungsbauten als Kraftfahrzeugwerkstatt genutzt, das Verwaltungsgebäude mit bemerkenswerter historisierender Fassadengestaltung, einer der ältesten und markantesten Straßenbahnhöfe von Dresden, baugeschichtlich, ortsgeschichtlich und verkehrsgeschichtlich bedeutend. Anschriften: Leipziger Straße 133, Lommatzscher Straße 1a und Sternstraße 2a/2b. | 09215659 |
| Weitere Bilder                          | Wohnhof Dreyßigplatz                                                                                        | Lommatzscher Straße 2; 4; 6 (Karte)                         | 1927-1928 (Wohnanlagenteil)                                                          | Wohnhof; Anlage eines geschlossenen Quartiers zwischen Dreyßigplatz, Leipziger Straße, Wüllnerstraße und Franz-Lehmann-Straße um einen Innenhof mit Trockenplätzen, von der Instandsetzungsgenossenschaft des Dresdner Handwerks e. G.m. b.H. errichtet, Bauten mit traditioneller Bedachung, Fassaden durch Lisenengliederung (außer Franz-Lehmann-Straße) und expressionistische Formen belebt, baugeschichtlich und stadtentwicklungsgeschichtlich bedeutend. | 09215604 |
|                                         | Häuserzeile                                                                                                 | Lommatzscher Straße 5; 7; 9 (Karte)                         | um 1940 (Mehrfamilienwohnhaus)                                                       | Teil einer Wohnanlage an Lommatzscher Platz und Lommatzscher Straße, aus drei durch Tore miteinander verbundenen Blöcken bestehend, nach Fertigstellung im Besitz des Baumeisters Herbert O. Steinert (wohl der ausführende Baumeister), Anlage geschickt in die städtebauliche Struktur eingeordnet, dabei Ecklösung zum Lommatzscher Platz und Rundung zur Franz-Lehmann-Straße, der mittlere Block zurückgesetzt, traditionell gestaltete Bauten der NS-Zeit mit Lochfassade und Walmdach, Akzente durch gestaltete Treppenhausachse und dreieckige Dachaufbauten, baugeschichtlich und stadtentwicklungsgeschichtlich bedeutend (siehe auch Lommatzscher Platz 2–6, Lommatzscher Straße 1, 3, 11,13 und 15 sowie Franz-Lehmann-Straße 29b). | 09305726 |
|                                         | Häuserzeile über U-förmigem Grundriss                                                                       | Lommatzscher Straße 11; 13; 15 (Karte)                      | um 1940 (Wohnanlagenteil)                                                            | Teil einer Wohnanlage an Lommatzscher Platz und Lommatzscher Straße, aus drei durch Tore miteinander verbundenen Blöcken bestehend, nach Fertigstellung im Besitz des Baumeisters Herbert O. Steinert (wohl der ausführende Baumeister), Anlage geschickt in die städtebauliche Struktur eingeordnet, dabei Ecklösung zum Lommatzscher Platz und Rundung zur Franz-Lehmann-Straße, der mittlere Block zurückgesetzt, traditionell gestaltete Bauten der NS-Zeit mit Lochfassade und Walmdach, Akzente durch gestaltete Treppenhausachse und dreieckige Dachaufbauten, baugeschichtlich und stadtentwicklungsgeschichtlich bedeutend (siehe auch Lommatzscher Straße 1–9 und Franz-Lehmann-Straße 29b). | 09215657 |
|                                         | Doppelwohnhaus mit Einfriedung in offener Bebauung                                                          | Lommatzscher Straße 27; 29 (Karte)                          | um 1925 (Wohnhaus)                                                                   | schlichter Putzbau mit expressionistischen Schmuckformen, baugeschichtlich bedeutend. | 09215638 |
|                                         | Wohnanlage                                                                                                  | Lommatzscher Straße 31; 33; 33b; 35; 37; 39; 41; 43 (Karte) | um 1926 (ca. 1925-1927)                                                              | errichtet von der Wohnungsbaugenossenschaft Dresden und Vororte e. G. m. b. H., an Lommatzscher Straße und Naundorfer Straße, bestehend aus drei Blöcken, verbunden durch zwei eingeschossige Ladengebäude, das rückwärtige Ladengebäude über viertelrundem Grundriss, die Häuserzeile an der Naundorfer Straße mit Vorgärten und Einfriedungen belebt, alle Gebäude markante Beispiele des Siedlungsbaus und Kleinwohnungsbaus der 1920er Jahre, Geschossbauten mit Walmdächern, die Treppenhäuser gestalterisch hervorgehoben, historisierender und expressionistischer Schmuck, manche Eingänge geradezu repräsentativ, z. T. Farbglasfenster in den Treppenhäusern, gesamte Anlage bau- und stadtentwicklungsgeschichtlich sowie künstlerisch bedeutend. | 09215636 |
|                                         | TUR Übigau (ehem.): Montagehalle                                                                            | Marie-Curie-Straße 10 (Karte)                               | 1951-1953 (Fabrik)                                                                   | Montagehalle Marie-Curie-Straße 10 (ehem. Overbeckstr. 48); große Fabrikhalle mit drei Querschiffen und Hochspannungsfeld als 30 m hoher Kopfbau, Stahlbetonstützen nach außen sichtbar, dazwischen zurückgesetzte Wandfelder, seit 1991 Siemens Energietechnik und Medizintechnik GmbH (siehe auch Overbeckstraße 39 und Washingtonstraße 18), ehemaliges VEB Transformatoren- und Röntgenwerk Dresden. | 09215641 |
| Weitere Bilder                          | Wohnanlage                                                                                                  | Naundorfer Straße 8; 10; 12; 14; 16 (Karte)                 | um 1926 (ca. 1925-1927)                                                              | errichtet von der Wohnungsbaugenossenschaft Dresden und Vororte e.G.m.b.H., an Lommatzscher Straße und Naundorfer Straße, bestehend aus drei Blöcken, verbunden durch zwei eingeschossige Ladengebäude, das rückwärtige Ladengebäude über viertelrundem Grundriss, die Häuserzeile an der Naundorfer Straße mit Vorgärten und Einfriedungen belebt, alle Gebäude markante Beispiele des Siedlungsbaus und Kleinwohnungsbaus der 1920er Jahre, Geschossbauten mit Walmdächern, die Treppenhäuser gestalterisch hervorgehoben, historisierender und expressionistischer Schmuck, manche Eingänge geradezu repräsentativ, z. T. Farbglasfenster in den Treppenhäusern, gesamte Anlage bau- und stadtentwicklungsgeschichtlich sowie künstlerisch bedeutend. | 09215636 |
|                                         | Mietshaus in Ecklage und offener Bebauung                                                                   | Naundorfer Straße 18 (Karte)                                | 1901 (Mietshaus)                                                                     | Wohngebäude mit markanter, historisierender Sandstein-Klinker-Fassade, exemplarisches Beispiel für die Architekturentwicklung um 1900, baugeschichtlich und stadtentwicklungsgeschichtlich bedeutend. | 09218943 |
|                                         | Mietshaus in offener Bebauung                                                                               | Naundorfer Straße 19 (Karte)                                | um 1913 (Mietshaus)                                                                  | Wohngebäude mit schlichter, versachlichter Formensprache, insbesondere in Zusammenhang mit Nachbarbebauung anschauliches Beispiel der Bauweise um 1910 in Dresden, baugeschichtlich bedeutend. | 09215635 |
|                                         | Mietshaus in offener Bebauung                                                                               | Naundorfer Straße 22 (Karte)                                | um 1913 (Mietshaus)                                                                  | Wohngebäude mit schlichter, versachlichter Formensprache, insbesondere in Zusammenhang mit Nachbarbebauung anschauliches Beispiel der Bauweise um 1910 in Dresden, baugeschichtlich bedeutend. | 09215633 |
|                                         | Mietshaus in offener Bebauung                                                                               | Naundorfer Straße 24 (Karte)                                | bezeichnet 1913 (Mietshaus)                                                          | Wohngebäude mit schlichter, versachlichter Formensprache, insbesondere in Zusammenhang mit Nachbarbebauung anschauliches Beispiel der Bauweise um 1910 in Dresden, baugeschichtlich bedeutend. | 09215634 |
| Weitere Bilder                          | Fabrik für elektrische Apparate und Transformatoren Koch & Sterzel; später TUR Übigau: Fabrikgebäude        | Overbeckstraße (Karte)                                      | um 1913 (Fabrik), 1924-1925 (Fabrik)                                                 | Fabrikgebäude (1924/25) mit quer gestelltem, längsrechteckigem Mittelteil (Transformatorenhalle); dieser durch Dreiecksgiebel und Kolossalordnung hervorgehoben, der südliche Trakt Bau der ehemaligen Militär-Wasserstoff-Anstalt (um 1913), nach 1948 VEB Transformatorenwerk und Röntgenwerk Dresden, seit 1991 Siemens Energietechnik und Medizintechnik GmbH, baugeschichtlich, technikgeschichtlich und industriegeschichtlich bedeutend, singulär als letztes bauliches Zeugnis der Luftschifffahrt in Dresden (siehe auch Marie-Curie-Straße 10 und Overbeckstraße 39). | 09215640 |
| Weitere Bilder                          | Wohnhaus in offener Bebauung                                                                                | Overbeckstraße 2 (Karte)                                    | um 1880 (Wohnhaus)                                                                   | exemplarischer Sachzeuge der städtebaulichen Entwicklung des historischen Ortskerns von Mickten im 19. Jahrhundert., baugeschichtlich bedeutend. | 09215586 |
| Weitere Bilder                          | Wohnhaus in offener Bebauung                                                                                | Overbeckstraße 4 (Karte)                                    | 1920 (Wohnhaus)                                                                      | schlichtes, wohlproportioniertes Wohngebäude, beispielhaft für die Architekturentwicklung der 1920er Jahre, baugeschichtlich bedeutend. | 09215587 |
| Direkt Bild zu diesem Denkmal hochladen | Wäschemangel                                                                                                | Overbeckstraße 26 (Karte)                                   | 1920 (Wäschemangel)                                                                  | Kastenmangel mit Elektromotor der Mangelfabrik L. A. Thomas, Großröhrsdorf, von hauswirtschaftsgeschichtlicher und technikgeschichtlicher Bedeutung. | 09304287 |
|                                         | TUR Übigau (ehem.): Verwaltungsgebäude                                                                      | Overbeckstraße 39; 39a (Karte)                              | 1960er Jahre (Fabrikanlagenteil)                                                     | Verwaltungsgebäude; über U-förmigem Grundriss, Fassade mit Klinkermauerwerk, seit 1991 Siemens Energietechnik und Medizintechnik GmbH, industriegeschichtlich und baugeschichtlich bedeutend (siehe auch Marie-Curie-Straße 10 und Washingtonstraße 18) | 09215642 |
| Direkt Bild zu diesem Denkmal hochladen | Doppelmietshaus mit rückwärtigem (vermutlich) ehemaliges Waschhaus, in offener Bebauung                     | Rauchstraße 4 (Karte)                                       | bezeichnet 1914 (Mietshaus)                                                          | markanter Wohnungsbau vom Beginn des 20. Jahrhunderts, baugeschichtlich bedeutend. | 09215589 |
|                                         | Doppelmietshaus mit rückwärtigem (vermutlich) ehemaliges Waschhaus, in offener Bebauung                     | Rethelstraße 6; 8 (Karte)                                   | bezeichnet 1914 (Mietshaus)                                                          | markanter Wohnungsbau vom Beginn des 20. Jahrhunderts, baugeschichtlich bedeutend. | 09215589 |
|                                         | Vier Wohnhäuser (Bunsenstraße 15/17 und Rietzstraße 52/54) einer Wohnanlage                                 | Rietzstraße 52; 54 (Karte)                                  | um 1930 (Mehrfamilienwohnhaus)                                                       | über L-förmigem Grundriss, an Bunsenstraße und Rietzstraße, aus Geschossbauten mit Lochfassade und Walmdächern, Treppenhausachsen hervorgehoben, dabei belebt von expressionistischen Formen, baugeschichtlich und stadtentwicklungsgeschichtlich bedeutend. | 09215654 |
|                                         | Acht Wohnhäuser (Bunsenstraße 12/14/16/18/20 und Rietzstraße 56/58/60) einer Wohnanlage                     | Rietzstraße 56; 58; 60 (Karte)                              | um 1928 (Mehrfamilienwohnhaus)                                                       | über L-förmigem Grundriss, nach der Fertigstellung zum Teil im Besitz der Wohnungsbaugenossenschaft für Dresden und Vororte e.G.m.b.H., traditionelle Geschossbauten mit Walmdächern, Treppenhäuser gestalterisch hervorgehoben, belebt durch expressionistische Formen, insbesondere die Rietzstraße 56-60 städtebaulich wirkungsvoll in Szene gesetzt, Anlage baugeschichtlich und künstlerisch bedeutend. | 09215652 |
|                                         | Wohnhaus in geschlossener Bebauung                                                                          | Scharfenberger Straße 1 (Karte)                             | Ende 19. Jh. (Wohnhaus)                                                              | gründerzeitlicher Mietwohnungsbau mit historistischer Klinker-Werkstein-Fassade, Teil des historischen Ortskerns Mickten, baugeschichtlich und stadtentwicklungsgeschichtlich bedeutend. | 09215647 |
|                                         | Alte Micktener Schule (ehem.)                                                                               | Scharfenberger Straße 2 (Karte)                             | 1874 (Schule)                                                                        | Schulgebäude; von 1898 bis 1903 Rathaus, heute als Wohnhaus genutzt, Dachreiter, hebt sich trotz vereinfachter historisierender Fassade von Nachbarbebauung ab, vor allem ortsgeschichtlich bedeutend. | 09214516 |
|                                         | Wohnstallhaus, mehrere Seitengebäude und Reisschuppen (einige der Gebäude mit Fachwerk) eines Vierseithofes | Scharfenberger Straße 12; 14 (Karte)                        | bezeichnet 1823 (Bauernhaus)                                                         | zusammen mit verbliebenen Gebäude des Nachbargehöfts ortsbildprägend, als einer der größten Höfe im historischen Dorfkern von Mickten baugeschichtlich und ortsgeschichtlich bedeutend. | 09214517 |
| Weitere Bilder                          | Straßenbahnhof Mickten                                                                                      | Sternstraße 2a; 2b (Karte)                                  | 1897 (Straßenbahndepot), 1897 (Verwaltungsgebäude)                                   | Verwaltungsgebäude und Wagenhalle (1897) mit späteren Erweiterungsbauten (1914); zwischenzeitlich ein Teil der Erweiterungsbauten als Kraftfahrzeugwerkstatt genutzt, das Verwaltungsgebäude mit bemerkenswerter historisierender Fassadengestaltung, einer der ältesten und markantesten Straßenbahnhöfe von Dresden, baugeschichtlich, ortsgeschichtlich und verkehrsgeschichtlich bedeutend. Anschriften: Leipziger Straße 133, Lommatzscher Straße 1a und Sternstraße 2a/2b. | 09215659 |
|                                         | Mietshaus in offener Bebauung                                                                               | Sternstraße 15 (Karte)                                      | um 1900 (Mietshaus)                                                                  | markanter vorstädtischer Wohnbau um 1900 mit historisierender Fassung, dominiert von mittigem Balkon im Obergeschoss und zwei Seitenrisaliten, baugeschichtlich und stadtentwicklungsgeschichtlich bedeutsam. | 09301498 |
| Weitere Bilder                          | Waffelfabrik Gebr. Hörmann (ehem.)                                                                          | Sternstraße 35 (Karte)                                      | bezeichnet 1906, bezeichnet 1909 (Fabrik), bezeichnet 1911, bezeichnet 1916 (Fabrik) | Vierflügelige ehemalige Fabrikanlage um Innenhof; älterer Bau an der Kötzschenbrodaer Straße, baugeschichtlich, industriegeschichtlich, ortsgeschichtlich und personengeschichtlich sowie künstlerisch bedeutend. | 09215595 |
|                                         | Wohnhaus in offener Bebauung                                                                                | Trachauer Straße 32 (Karte)                                 | um 1925 (Wohnhaus)                                                                   | schlichter Putzbau mit expressionistischen Schmuckformen, diese akzentuierend, zudem Klappläden als Gestaltungselement, charakteristische Bau der Kleinwohnungs- und Siedlungsarchitektur um 1925, baugeschichtlich bedeutend. | 09215639 |
| Direkt Bild zu diesem Denkmal hochladen | Fabrik für elektrische Apparate und Transformatoren Koch & Sterzel; später TUR Übigau: Fabrikgebäude        | Washingtonstraße 18 (Karte)                                 | um 1913 (Fabrik), 1924-1925 (Fabrik)                                                 | Fabrikgebäude (1924/25) mit quer gestelltem, längsrechteckigem Mittelteil (Transformatorenhalle); dieser durch Dreiecksgiebel und Kolossalordnung hervorgehoben, der südliche Trakt Bau der ehemaligen Militär-Wasserstoff-Anstalt (um 1913), nach 1948 VEB Transformatorenwerk und Röntgenwerk Dresden, seit 1991 Siemens Energietechnik und Medizintechnik GmbH, baugeschichtlich, technikgeschichtlich und industriegeschichtlich bedeutend, singulär als letztes bauliches Zeugnis der Luftschifffahrt in Dresden (siehe auch Marie-Curie-Straße 10 und Overbeckstraße 39). | 09215640 |
| Weitere Bilder                          | Wohnhof Dreyßigplatz                                                                                        | Wüllnerstraße 39; 41 (Karte)                                | 1927-1928 (Wohnanlagenteil)                                                          | Wohnhof; Anlage eines geschlossenen Quartiers zwischen Dreyßigplatz, Leipziger Straße, Wüllnerstraße und Franz-Lehmann-Straße um einen Innenhof mit Trockenplätzen, von der Instandsetzungsgenossenschaft des Dresdner Handwerks e. G. m. b. H. errichtet, Bauten mit traditioneller Bedachung, Fassaden durch Lisenengliederung (außer Franz-Lehmann-Straße) und expressionistische Formen belebt, baugeschichtlich und stadtentwicklungsgeschichtlich bedeutend. | 09215604 |
| Weitere Bilder                          | Mietshaus in Ecklage und halboffener Bebauung                                                               | Wüllnerstraße 44 (Karte)                                    | um 1880 (Mietshaus)                                                                  | weitgehend unverändertes und daher exemplarisches Beispiel gründerzeitlicher Architektur des ausgehenden 19. Jahrhunderts, baugeschichtlich bedeutend. | 09215646 |
| Weitere Bilder                          | Mietshaus mit Laden in Ecklage und geschlossener Bebauung                                                   | Wüllnerstraße 47 (Karte)                                    | um 1913 (Mietshaus)                                                                  | städtebaulich markantes Wohngebäude aus dem Beginn des 20. Jahrhunderts, schlichte Putzfassade mit stark versachlichten Bauschmuckformen, baugeschichtlich bedeutend. | 09215608 |
| Weitere Bilder                          | Mietshaus in geschlossener Bebauung                                                                         | Wüllnerstraße 49 (Karte)                                    | um 1913 (Mietshaus)                                                                  | bauzeittypisches Wohngebäude aus dem Beginn des 20. Jahrhunderts, baugeschichtlich bedeutend. | 09215609 |
| Weitere Bilder                          | Mietshaus in geschlossener Bebauung                                                                         | Wüllnerstraße 51 (Karte)                                    | um 1913 (Mietshaus)                                                                  | bauzeittypisches Wohngebäude aus dem Beginn des 20. Jahrhunderts, baugeschichtlich bedeutend. | 09215610 |
| Weitere Bilder                          | Wohnhaus in Ecklage und halboffener Bebauung                                                                | Wüllnerstraße 56 (Karte)                                    |                                                                                      | Wohngebäude der 1920er Jahre mit expressionistischer Formensprache, baugeschichtlich bedeutend. | 09215611 |

## Ehemalige Kulturdenkmale
| Bild                                    | Bezeichnung | Lage                             | Datierung | Beschreibung | ID |
| --------------------------------------- | ----------- | -------------------------------- | --------- | ------------ | -- |
| Direkt Bild zu diesem Denkmal hochladen |             | Overbeckstraße 44 (Karte)        |           |              |    |
| Direkt Bild zu diesem Denkmal hochladen |             | Scharfenberger Straße 5 (Karte)  |           |              |    |
| Direkt Bild zu diesem Denkmal hochladen |             | Scharfenberger Straße 38 (Karte) |           |              |    |

## Ausführliche Denkmaltexte
1. ↑  
Die Elbuferbefestigung zwischen Altmickten und Altübigau besteht aus einer etwa 650 m langen Hochwasserschutzmauer und Stützmauer sowie der davor in funktionaler und optischer Einheit befindlichen Pflasterung. Beide bestehen zum überwiegenden Teil aus Sandsteinquadern. Die unterschiedliche Art der Bearbeitung der Mauer deutet auf einen längeren Entstehungszeitraum hin. Deren älteren Teile, wie die mit Stützpfeilern abgesicherte Wand vor Schloss Übigau, stammen nach den vorgefundenen Datierungen (1751 und 1768) aus der zweiten Hälfte des 18. Jahrhunderts. Das feingefügte Mauerwerk nordöstlich des Schlossareals geht offenbar auf eine Ausbesserung im 19. Jahrhundert zurück. Die Entstehungszeit der Pflasterung ist nicht bekannt. Möglicherweise erfolgte sie um 1880, da der Leinpfad erst seit 1880 als Weg im Dresdner Adressbuch markiert ist. Andererseits ist eine frühere Entstehungszeit von Teilbereichen nicht auszuschließen. Belebt wird die Elbuferbefestigung durch die großzügige Schlosstreppe, einen Torbogen und die abgerundeten Ecken an der Einmündung von Altübigau. Der Leinpfad bildet mit Hochwasserschutzmauer und Stützmauer, Pflasterung und Schlossanlage ein stadtentwicklungsgeschichtlich einzigartiges und unverwechselbares Ensemble und ist somit von städtebaulicher Bedeutung. Er ist von außerordentlicher Bedeutung für das Ortsbild Übigaus und prägt den Elbraum im Westen Dresdens entscheidend mit, daher landschaftsgestalterisch bedeutend. Der Leinpfad veranschaulicht mit Hochwasserschutzmauer und Stützmauer sowie Pflasterung die verkehrstechnische Erschließung und ist somit überaus wichtig für die Ortsgeschichte.
2. ↑  
Die im Jahr 1862 unter Johann Gottlieb Selle eröffnete „Lindenschänke“, ein kleines Gasthaus mit Anbauten, liegt am Kopf des historischen Dorfplatzes Altmickten mit Blick auf die Elbe. Der zweigeschossige, unterkellerte Putzbau mit Satteldach besitzt ein-geschossige bzw. zweigeschossige, im Laufe der Zeit veränderte Anbauten und eine elbseitige Gartenterrasse. Im Jahr 1998 wurde das Gebäude umfassend saniert (u. a. neuer Dachstuhl mit vormals nicht vorhandenem, niedrigem Kniestock und Gauben), nach Flutschäden erneut Ende des Jahres 2002 wiedereröffnet. Eingangsbereich heute von der Seite des Dorfplatzes. Die massiven Kaminaufbauten sind durch die Gaststättennutzung begründet. Das kleine Gasthaus Altmickten 1 ist nicht zuletzt aufgrund seiner Nutzungshistorie baugeschichtlich und ortsgeschichtlich bedeutend. Weiterhin ist es in exponierter Lage am Dorfplatz Teil des historischen Ortskerns Mickten.
3. ↑  
Zum Schutzgut des aus dem 2. Viertel des 19. Jahrhunderts stammenden Vierseithofes Altmickten 2 gehören das traufseitig zum Anger stehende Wohnstallhaus, das anschließende Seitengebäude (Fachwerk im Obergeschoss) und ein im rückwärtigen Hofbereich befindlicher Stall. Alle Gebäude werden heute zu Wohnzwecken genutzt. Das breite, zweigeschossige Wohnhaus ist verputzt, die Fenster umrahmt, im Giebel sitzt das ortstypische Zwillingsfenster. Das eingeschossige Stallgebäude mit Mansarddach (später ausgebaut). Der vierseitige, ehemalige Bauernhof ist ein charakteristisches Zeugnis für die örtliche Bauweise und Lebensweise aus der Zeit, als Mickten noch überwiegend dörflich geprägt war. Neben seiner baugeschichtlichen Bedeutung ist Altmickten 2 Teil des bedeutsamen historischen Ortskerns Mickten, daraus resultiert auch ein ortsgeschichtlicher Wert.
4. ↑  
Der Zweiseithof Altmickten 3 besteht aus dem langgestreckten, zweigeschossigen Wohnhaus und einem quer liegenden, eingeschossigen Hintergebäude (Scheune). Das verputzte Wohnhaus steht, zusammen mit dem Auszugshaus des Nachbargehöftes Nummer 4, giebelständig zum Altmicktener Dorfanger. Beide Gebäude besitzen Satteldächer ohne Dachaufbauten (Nummer 3 jedoch hofseitig Dachflächenfenster) und weisen im Giebel das ortstypische Zwillingsfenster auf. Scheune über Toröffnungen und Türöffnungen im Erdgeschoss mit Satteldach, darauf später eingebrachte Walmdachgaube. Wohnhaus und Hintergebäude sind ein charakteristisches Zeugnis für die örtliche Bauweise und Lebensweise in der Mitte des 19. Jahrhunderts, als Mickten noch überwiegend dörflich geprägt war. Neben seiner baugeschichtlichen Bedeutung ist Altmickten 3 Teil des bedeutsamen historischen Ortskerns Mickten, daraus resultiert auch ein ortsgeschichtlicher Wert.
5. ↑  
Der ehemalige Bauernhof Altmickten 4 (Erbauung 1869) setzt sich hinter seiner noch erhaltenen Toranlage aus Wohnstallhaus/Wohnhaus (Neubau), Seitengebäude und rückwärtiger Scheune zusammen. Das breite Wohnhaus und das schmalere Seitengebäude, beide zweigeschossig und verputzt mit Satteldach sowie ortstypischem Zwillingsfenster, stehen giebelständig zum Anger. Der Neubau an Stelle des Wohnstallhauses mit besitzt ein steileres Dach als der Vorgänger und zwei geschweifte Gauben in der hofseitigen Dachfläche sowie eine große Schleppgaube zum Nachbarn. Die im tiefen Grundstück quer liegende Scheune weist in der hohen Satteldachfläche zum Hof zwei Reihen Fledermausgauben auf. Der Hof wird durch eine Toranlage (Naturstein) aus massiven Torpfosten mit Prellsteinen und eine von korbbogigem, massivem Sturz überdeckte Pforte vom Anger her erschlossen. Als wichtiger Bestandteil des historischen, trotz der Brände in 1823 und 1869, gut erhaltenen Dorfensembles ist Altmickten 4 baugeschichtlich und ortsgeschichtlich von großer Bedeutung.
6. ↑  
Auf dem sich zwischen Dorfanger und Scharfenberger Straße erstreckenden Grundstück des gut erhaltenen Zweiseithofes Altmickten 9 liegen das schmale, langgestreckte Wohnstallhaus (bezeichnet 1823) und die erdgeschossig direkt verbundene, rechtwinklig angeordnete Scheune (vermutlich 2. Hälfte des 19. Jahrhunderts). Das zweigeschossige Wohnhaus besteht aus massivem und verputztem Erdgeschoss, darüber eine Fachwerkkonstruktion, die hofseitig sichtbar und entlang der Straße vom Dorfplatz verbrettert ist. Der vom Anger etwas zurückversetzte Giebel ist verputzt, die erdgeschossigen Fensterformate verbreitert. Auf der Hofseite befindet sich über dem an der Längsfassade annähernd mittig liegenden Eingangsbereich eine ehemals sicher offene Laube, ähnlich Nachbargebäude Nummer 10. Über Wohnhaus und Scheune Satteldächer ohne Dachaufbauten. Die verputzte Scheune wird über Toröffnungen sowohl vom Hof als auch von der rückwärtigen Scharfenberger Straße erschlossen. bauaktenkundlich ist für 1957 der Umbau von Scheune und Toreinfahrt. Die Gebäude des ehemaligen Bauernhofs sind eindrucksvolles Zeugnis für die örtliche Bauweise und Lebensweise der 2. Hälfte des 19. Jahrhunderts, als Mickten noch überwiegend dörflich geprägt war. Neben seiner baugeschichtlichen Bedeutung sind sie Teil des bedeutsamen historischen Ortskerns Mickten, daraus resultiert auch ein ortsgeschichtlicher Wert. Von Belang ist dabei auch der Umstand, dass die Hofanlage noch als typischer Zweiseithof erlebbar ist.
7. ↑  
Das Wohnstallhaus des ehemaligen Bauernhofes Altmickten 10 steht, wie fast alle Nachbargebäude, giebelständig zum Dorfanger. Über massivem, verputztem Erdgeschoss mit Fensterrahmungen und Türumrahmungen befindet sich ein in Fachwerkkonstruktion errichtetes Obergeschoss, nur der dorfabgewandte Giebel wiederum verputzt. In der hofseitigen Obergeschoss-Fassade sitzt eine offene, dreibogige Laube, dahinter verbreitert sich das Gebäude noch etwas. Das Satteldach, ausgebaut um 2000 mit Gauben, besitzt zur Hofseite einen etwas auskragenden Dachüberstand. Das Wohnhaus ist ein charakteristisches Zeugnis für die örtliche Bauweise und Lebensweise um 1800, als Mickten noch dörflich geprägt war. Neben seiner baugeschichtlichen Bedeutung ist das Wohnhaus Altmickten 10 Teil des bedeutsamen historischen Ortskerns Mickten, daraus resultiert auch ein ortsgeschichtlicher Wert.
8. ↑  
Das zweigeschossige ehemalige Wohnstallhaus steht giebelständig am Dorfanger. Das langgestreckte Gebäude besteht aus massivem, verputztem Erdgeschoss (Fenster teilweise mit Klappläden) und sichtbarer Fachwerkkonstruktion im Obergeschoss. Giebel zum Dorfplatz jedoch verputzt, hier Fensterformate verändert. Der hintere Gebäudeteil (ehemals Stallteil) ist im Obergeschoss hofseitig verschalt. Das Satteldach ohne Dachaufbauten mit etwas weiter auskragendem Dachüberstand an der Hofseite. Das Bauernhaus ist als weitgehend ursprünglich erhaltenes Bauwerk ein charakteristisches Zeugnis für die örtliche Bauweise und Lebensweise um 1800, als Mickten noch dörflich geprägt war. Neben seiner baugeschichtlichen Bedeutung ist das Wohnhaus Altmickten 11 Teil des bedeutsamen historischen Ortskerns Mickten, daraus resultiert auch ein ortsgeschichtlicher Wert.
9. ↑  
Schutzgut auf dem Grundstück des ehemaligen Bauernhofes Altmickten 12 ist das Wohnstallhaus. An dem zweigeschossigen Bau sind das massive Erdgeschoss und der massive, mit Fensterumrahmungen und ortstypischem Zwillingsfenster versehene Giebel verputzt. Auch die Längsseiten des langgestreckten Gebäudes sind hinter dem Giebel noch massiv (hofseitig über 2 Fensterachsen), daran anschließend Fachwerkkonstruktion im Obergeschoss. Balkonanbau am hofseitigen, noch massiven Obergeschoss. Rückwärtiger Giebel des Wohnhauses verputzt. Hofseitig sitzen vier Ochsenaugen in der Satteldachfläche, östliche Dachfläche mit Dachflächenfenster. Die Toranlage am Anger mit zwei massiven, quadratischen Pfeilern der Tordurchfahrt, darauf die Datierung 1832, anschließend Natursteinmauer. Wohnhaus und Schuppen Altmickten 12 sind bauhistorisch von Bedeutung. Weiterhin ist der ehemalige Bauernhof Teil des bedeutsamen historischen Ortskerns Mickten, daraus resultiert auch ein ortsgeschichtlicher Wert.
10. ↑  
Das Wohnstallhaus des ehemaligen Bauernhofes Altmickten 13 steht giebelständig am elbseitigen Zugang zum Dorfanger. Über massivem, verputztem Erdgeschoss mit Fensterrahmungen und Türumrahmungen befindet sich ein in Fachwerkkonstruktion errichtetes Obergeschoss. In der hofseitigen Obergeschoss-Fassade sitzen zwei hölzerne, balkonartige Anbauten (die hintere vermutlich ehemals historische Oberlaube). Das Satteldach ohne Dachaufbauten ist rückwärtig abgewalmt, hofseitig ein etwas auskragender Dachüberstand. Das Bauernhaus ist ein charakteristisches Zeugnis für die örtliche Bauweise und Lebensweise um 1800, als Mickten noch dörflich geprägt war. Neben seiner baugeschichtlichen Bedeutung ist das Wohnhaus Altmickten 13 Teil des bedeutsamen historischen Ortskerns Mickten, daraus resultiert auch ein ortsgeschichtlicher Wert.
11. ↑  
Das markante Eckgebäude Böcklinstraße 18 wurde im Jahr 1895 in geschlossener Bebauung errichtet (Datierung in Wetterfahne). Das dreigeschossige Mietshaus aus verputztem Erdgeschoss mit Sandsteinsockel und zwei Obergeschossen in typisch historistischer Klinker-Werkstein-Ausführung mit Fensterverdachungen im ersten Obergeschoss wird überdacht von einem mit zahlreichen Gauben ausgestattetem Mansardgeschoss. Die abgeflachte Gebäudeecke zur Elbe und Richtung Dresden wird erhöht durch einen turmartigen Dachaufbau und betont durch den erdgeschossigen ehemaligen Ladenzugang sowie Balkone in beiden Obergeschossen. Das Mietshaus ist ein exemplarisches Beispiel für die gründerzeitliche Wohnbebauung Ende des 19. Jahrhunderts, die im Zuge der (insbesondere im benachbarten Übigau stattfindenden) Industrialisierung in Mickten errichtet wurde. Das Wohnhaus Böcklinstraße 18 ist städtebaulich sowie bau- und ortsgeschichtlich
von Bedeutung.
12. ↑  
Bei dem dreigeschossigen, relativ schmalen Mietshaus Böcklinstraße 19 handelt es sich um ein typisches Gebäude aus der Gründerzeit um 1890. Über verputztem Erdgeschoss erheben sich zwei Obergeschosse mit einer Klinker-Werkstein-Fassade und historisierenden Schmuckelementen und Gliederungselementen, darüber ein Satteldach, späterer Ausbau zu Wohnzwecken (Gauben). Die Achse des mittigen, durch Korbbögen interessant gestalteten Hauseingangs ist durch einen Risalit betont und endet heute überhöht in einem übergiebelten Dachaufbau. Das Mietshaus ist ein charakteristisches Beispiel für die gründerzeitliche Wohnbebauung Ende des 19. Jahrhunderts, die im Zuge der (insbesondere im benachbarten Übigau stattfindenden) Industrialisierung in Mickten benötigt/errichtet wurde. Das Wohnhaus Böcklinstraße 19 ist baugeschichtlich und ortsgeschichtlich bedeutend.
13. 1 2  
Die um 1930 mit Lochfassade und Walmdächern errichtete Wohnanlage über L-förmigem Grundriss an Bunsen- und Rietzstraße besteht aus 4 aneinander gebauten Mehrfamilienhäusern. An den viergeschossigen, weitgehend schmucklosen Wohnhäusern sind die Treppenhausachsen mit aufwändig gemauerten Klinkervorlagen hervorgehoben und werden belebt von expressionistischen Formen wie Dreiecken, Staffelungen und spitzen Winkel. In allen Treppenhäusern auffällig gesprosste Fenster und Haustürverglasungen. Die weitgehend ungestörte Dachfläche ist nur bei den beiden Gebäude an der Rietzstraße von wenigen kleinen, bauzeittypischen Dreiecksgauben besetzt. In der Erdgeschosszone existieren einzelne Ladeneinbauten. Die markante Anlage verweist auf die bauliche Entwicklung von Mickten um 1930 als Arbeiterwohngebiet, hierdurch erlangt das Wohnhaus ein stadtentwicklungsgeschichtlichen Aussagewert. Außerdem ist sie als Zeugnis für die Architektur ihrer Zeit von baugeschichtlicher und städtebaulicher Bedeutung.
14. 1 2  
Die um 1928 als traditionelle Geschossbauten mit Lochfassade und Walmdächern errichtete Wohnanlage über L-förmigem Grundriss an Bunsen- und Rietzstraße besteht aus 8 Mehrfamilienhäusern. Nach ihrer Fertigstellung zum Teil im Besitz der Wohnungsbaugenossenschaft für Dresden und Vororte e.G.m.b.H. An den viergeschossigen Wohngebäuden sind insbesondere die Treppenhäuser über den straßenseitigen, überdachten Hauseingängen hervorgehoben als hohe Risalite mit expressionistischem Formengut wie Spitzwinkligkeit, farbige Putzspiegel und auffällige Fenstersprossung. Dabei sind besonders die Häuser Rietzstraße 56-60 zum dreieckigen Platz an der Lommatzscher Straße städtebaulich wirkungsvoll in Szene gesetzt mit zwei hohen Risaliten und diese verbindendem, breitem Dachaufbau. Die hofseitigen Fassaden sind durch Erker und Balkone belebt. Die städtebaulich prägnante Häuserzeile verweist auf die bauliche Entwicklung von Mickten vor 1930, hierdurch erlangt die Wohnanlage auch stadtentwicklungsgeschichtlichen Aussagewert. Außerdem ist die Anlage durch seine expressionistische Ausprägung von baugeschichtlicher Bedeutung.
15. 1 2 3 4 5  
Der unter Denkmalschutz stehende, markante „Wohnhof Dreyßigplatz“ wurde 1927–1928 von der Instandsetzungsgenossenschaft des Dresdner Handwerks e.G.m.b.H. errichtet. Die Wohnanlage bildet durch Blockrandbebauung über unregelmäßigem Grundriss ein großes, geschlossenes Quartier zwischen Dreyßigplatz, Leipziger Straße, Wüllnerstraße und Franz-Lehmann-Straße. Der Wohnkomplex und Geschäftskomplex besteht aus viergeschossigen bis fünfgeschossigen Bauten mit traditioneller Bedachung (Walmdächer), deren strenge Lochfassaden nur durch Lisenengliederung (außer Franz-Lehmann-Straße) und einige expressionistische Formen, z. B. spitze Winkel, belebt sind. In der Erdgeschosszone zahlreiche Ladeneinbauten, durch bossierte Steinbekleidungen hervorgehoben. Die Durchgänge in den Innenhof mit Metalltoren in bauzeittypischer Ausformung verschlossen, im Innenhof Trockenplätze. Die Fassaden hier durch erkerartig hervortretende Balkone mit massiver Brüstung und mauerwerkssichtigen Säulen rhythmisiert. In den Treppenhäusern bauzeitliche Treppengeländer aus Metall. Insbesondere der Dreyßigplatz wird durch die fünfgeschossige, leicht konkav geformte, achsensymmetrische und durch einen breiten, mit hier schon fast säulenartigen Lisenen versehenen Mittelrisalit, der von vier Dreiecksgauben gekrönt wird, betonte Fassade städtebaulich bestimmt. Die Denkmaleigenschaft der Wohnanlage ergibt sich aus seiner hohen städtebaulichen, baugeschichtlichen und sozialgeschichtlichen Bedeutung. Zum einen ist die Anlage exemplarisches Zeugnis des Wohnungsbaus der 1920er Jahre in expressionistischer Gestalt, zum anderen dokumentiert sie auf anschauliche Weise die städtebauliche Entwicklung Dresdens an den damaligen Rändern der Stadt.
16. 1 2  
Vierflügelige ehemalige Fabrikanlage um Innenhof; älterer Bau an der Kötzschenbrodaer Straße, hier schmiedeeisernes Tor und ursprünglich noch erkennbare Inschrift an der Fassade: „Waffelfabrik Gebrüder Hörmann Aktiengesellschaft“ (1906 und 1909), langgestrecktes Gebäude an der Trachauer Straße mit zwei repräsentativen Portalen (Elbvillenweg 5a–5e) in Verbindung mit Verwaltungstrakt an der Sternstraße, hier einst auch Direktorenwohnung mit Dachterrasse und Interieurs, zudem Treppenhausausstattung und Verwaltungseingang (1921–1924), sowie diverse Bauten an der östlichen Seite (1916) (Elbvillenweg 1-11), baugeschichtlich, industriegeschichtlich, ortsgeschichtlich und personengeschichtlich sowie künstlerisch bedeutend.
17. ↑  
Die dreieckige Grünfläche zwischen Wüllner, Franz-Lehmann-Straße und Leipziger Straße wird städtebaulich von dem viergeschossigen Wohnhaus Franz-Lehmann-Straße 39-43 dominiert. Die aus drei Häusern bestehende Wohnanlage mit Ladeneinbauten in der Erdgeschosszone besitzt eine durch zahlreiche Vorsprünge, Balkone und Loggien gegliederte Fassade. Die über breiten Risaliten sitzenden Dreiecksgiebel im ansonsten weitgehend geschlossenen Dachbereich kennzeichnen dabei die einzelnen Häuser. Als Schmuckelemente und Gliederungselemente finden sich auf den straßenseitigen Fassaden u. a. Gurtbänder, Fensterumrahmungen und farblich abgesetzte Putzfelder, teilweise mit ovalen Medaillons – traditionelle Stilelemente der Bauzeit um 1913. In den Innenhof der Blockrandbebauung führen von Korbbögen überspannte, etwas zurückgesetzte Hauseingänge. Die rückwärtige Fassade schlichter mit mittigem, breitem Vorbau mit Walmdach. Die Wohnanlage Franz-Lehmann-Straße 39-43 ist baugeschichtlich und städtebaulich bedeutend. Sie kennzeichnet eindrucksvoll in stilistischer Gestaltung und baulicher Ausformung die Phase des Übergangs vom Historismus zu vereinfachten Bauformen.
18. ↑  
Das entlang der Hauptmannstraße (damals Jahnstraße) breit gelagerte Schulgebäude der ehemaligen 41. Bezirksschule („Franz-Lehmann-Oberschule“), heute 41. Grundschule „Elbtalkinder“, wurde als Micktener Volksschule im Jahr 1899 eröffnet. Das alte Schulhaus in der Böcklinstraße war nicht mehr ausreichend für die stark angewachsene Bevölkerung. Den historistischen Neubau entwarf der Micktener Baumeister Gustav Richard Martin (1863–1935). 1993 Abschluss einer äußeren Rekonstruktion und Errichtung neuer Räume für den Werkunterricht über der Turnhalle. 2009-11 Umbau- und Sanierungsmaßnahmen sowie rückwärtiger Anbau an das Schulhaus und Verlängerung der Turnhalle. Die breit gelagerte Straßenfront des dreigeschossigen, vor der Erweiterung über U-förmigem Grundriss liegenden Putzbaus ist mit seinen 11 Fensterachsen und den dazwischen befindlichen rustizierte Lisenen symmetrisch und streng axial aufgebaut. Die mittigen drei Fensterachsen dabei durch einen übergiebelten Risalit akzentuiert. Die Fensterformate variieren zwischen hochrechteckigen Fenstern und solchen mit rund- und korbbogigen Stürzen. Auf dem rückwärtigen Grundstück eingeschossige Turnhalle mit flachem Satteldach, auf der Fassade wechseln hohe Rundbogenfenster und Lisenen. Die Denkmaleigenschaft des Schulkomplexes Hauptmannstraße 15 ergibt sich aus dem Zeugniswert für die Stilrichtung des um 1900 vorherrschenden Historismus. Hinzu kommt dessen ortsgeschichtlicher und sozialgeschichtlicher Wert als frühere Ausbildungsstätte des einst selbstständigen Ortes Mickten.
19. ↑  
Das in nobler Lage am Fluss liegende, um 1900 in offener Bebauung errichtete Wohnhaus Herbststraße 1 kennzeichnet markant die Straßenkreuzung Herbststraße und Kötzschenbroder Straße am Micktener Elbbogen. Sockelgeschoss und Erdgeschoss sind verputzt, das Obergeschoss sowie der über der abgeflachten Gebäudeecke beide Straßenseiten durch Dreiecksgiebel betonende Dachaufbau als Klinker-Fassade mit akzentuierenden roten Klinkergliederungen ausgeführt. Als weitere Überhöhung sitzt zwischen den geschweiften Giebeln ein Dachreiter auf dem mit Einzelgauben und Doppelgauben ausgebauten Mansarddach. Das erste Obergeschoss wird durch Fensterumrahmungen und schlichte Fensterverdachungen bzw. Fenstersimse sowie einen Balkon mit schmiedeeisernem Geländer betont. Das für den Späthistorismus typische Wohngebäude verweist auf die bauliche Entwicklung Micktens um 1900, es besitzt daher stadtentwicklungsgeschichtlichen Wert. Darüber hinaus ist es als typisches Beispiel späthistoristischer Bauweise von baugeschichtlicher Bedeutung.
20. ↑  
Bei der Herbststraße 9 handelt es sich um ein repräsentatives Wohngebäude aus dem späten 19. Jahrhundert. Der in offener Bebauung über annähernd quadratischem Grundriss liegende, zweigeschossige Putzbau besitzt ein ausgebautes Mansarddach. Die Fassaden werden geschmückt durch im Detail aufwendig gestaltete, historisierende Elemente wie Fensterumrahmungen und Fensterverdachungen sowie einen mittigen Balkon mit schmiedeeisernem, geschweiftem Geländer. Weiterhin fallen die reich geschmückten äußeren Gauben und das Traufgesims mit feinem Zahnschnitt auf. Die Seitenfassaden geschlossener aber ähnlich detailliert gestaltet. Die Denkmaleigenschaft des um 1895 entstandenen Anwesens, einschließlich der noch vorhandenen Einfriedung (Zaunfelder erneuert), ergibt sich aus seinem anspruchsvollen Äußeren und dem baugeschichtlichen Zeugniswert für den Historismus.
21. ↑  
Das Ende des 19. Jahrhunderts in offener Bebauung errichtete Wohngebäude Herbststraße 11 erscheint als charakteristisches Mietshaus im Stile des Historismus. Der zweigeschossige Bau über annähernd quadratischem Grundriss mit ausgebautem Mansarddach besitzt eine symmetrische Putzfassade, geschmückt und gegliedert durch historisierende Elemente wie Fensterumrahmungen und Fensterverdachungen sowie Gesimse. Weiterhin auffällig die mit einem spitzen Walmdach besetzten äußeren Doppelgauben. Von der ursprünglichen Einfriedung zumindest die massiven Zaunpfosten/Torpfosten erhalten. Die Denkmaleigenschaft des Mietshauses Herbststraße 11 ergibt sich aus dem baugeschichtlichen Zeugniswert für den beschriebenen Baustil.
22. ↑  
Das in offener Bebauung liegende Mietshaus Herbststraße 21 markiert durch eine außergewöhnliche, turmartige Eckausbildung die städtebauliche Situation gegenüber der Einmündung der Winterstraße. Der zweigeschossige Putzbau über annähernd quadratischem Grundriss besitzt ein ansonsten durch Gauben und übergiebelte Risalite mit Krüppelwalm versehenes Mansarddach, die rückwärtige Gebäudeseite schlicht. Die mit Naturstein umrahmten Fenster werden teilweise durch senkrecht verlaufende Putzstruktur optisch verbunden. Ein Obergeschoss-Fenster an der südöstlichen Hausecke von halbrundem, floralem Natursteinrelief geschmückt. Der trotz seiner Schlichtheit in der Fassadengestaltung anspruchsvolle und das ästhetische Empfinden des Betrachters auf besondere Weise ansprechende Wohnbau besitzt, neben seiner städtebaulichen Wirkung, bauhistorischen Wert als Zeugnis des Heimatstils/Reformstils um 1905 in Dresden.
23. ↑  
Bei dem markanten Eckgebäude Homiliusstraße 1 handelt es sich um ein weitgehend ursprünglich erhaltenes, gestalterisch hervorgehobenes spätgründerzeitliches Wohnhaus. Das zweigeschossige Mietshaus mit ausgebautem Mansarddach steht an der Kreuzung Homiliusstraße und Trachauer Straße in offener Bebauung. Schlichte, verputzte Erdgeschosszone mit rundbogigen Fenstern, das Obergeschoss mit Fensterumrahmungen und Fensterverdachungen sowie stark profilierter Traufzone. Besondere Akzente setzen die Dachaufbauten an der Straßenecke, die farbig variierten Klinker und die originale Flurausstattung. Hierbei sind die Farbfliesen bemerkenswert als besonders erhaltenswerte Beispiele der damaligen Keramikindustrie. Die Denkmaleigenschaft ergibt sich aus der baugeschichtlichen und stadtentwicklungsgeschichtlichen Bedeutung sowie dem exemplarischen Wert für das Industriedesign der Wende ins 20. Jahrhundert.
24. ↑  
Das zweigeschossige, markante Wohnhaus wurde zunächst nicht für kirchliche Zwecke errichtet. Der Architekt und Baumeister Benno Hübel erbaute es 1902 für die eigene Nutzung als letztes Haus in der Homiliusstraße. Mit seinen auffällig geformten Giebeln an Straßenseite bzw. Gebäudewestseite, dem bewegten Mansarddach und ausgeformten Dachaufbauten ist es ein historistisches Gebäude mit Anklängen an den Jugendstil. Im Inneren noch originale Türzargen, Türfüllungen und Treppengeländer erhalten. Zwecks Bildung eines eigenen Kirchspiels erwarb die (bis dahin nach Kaditz eingepfarrte) Micktener Kirchgemeinde das Gebäude im Jahr 1937 von der Baumeisterwitwe Gertrud Hübel und verwandelte es in ein Gemeindezentrum. Ein Jahr später wurde es als „Kirchgemeindehaus Mickten“ eingeweiht. Seit 2006 ist die Emmaus-Gemeinde Kaditz Teil der evangelisch-lutherischen Laurentiuskirchgemeinde Dresden. Durch den von einem schlichten Holzkreuz besetzten Dachreiter (mit kleiner Glocke von 1480 aus der Sophienkirche) ist das baugeschichtlich und ortsgeschichtlich bedeutende Gebäude als Gotteshaus von weitem erkennbar.
25. ↑  
Das prächtige, historistische, am Micktener Elbbogen gelegene Gebäude wurde 1898/99 im Auftrag von Gustav Paul Watzke als „Watzke´s Concert- und Balletablissement“ von dem Architekten Benno Hübel erbaut. Das hohe Backsteingebäude über unregelmäßigem Grundriss wurde an der Kreuzung Leipziger und Kötzschenbroder Straße anstelle einer seit ca. 1800 existenten Schankwirtschaft errichtet. Nach 1945 diverse Zwischennutzungen (Militär, Lager), seit einer umfassenden Restaurierung in den Jahren 1993–1996 wieder als „Ball- & Brauhaus Watzke“ genutzt. Die mit Sandstein gegliederten Klinkerfassaden unter anderem mit einem dreiachsigen Mittelrisalit mit Staffelgiebel (bezeichnet 1898) zur Kötzschenbroder Straße und einem Eckturm mit Haube, kleinen Obelisken und abschließendem Pyramidendach zur Leipziger Straße. Zur Elbe als Gartenlokal mit Terrasse genutzt. Im Inneren großer, zum Teil prunkvoll gestalteter Tanzsaal mit Bühne und westlicher Empore, Ausmalung und Ausstattung in Formen des Neobarock, der Neorenaissance und des Jugendstils. Die Rückwand des Bühnenhauses ehemals komplett gefasst, erhalten ein Fragment mit der Hauptfigur Venus, über der Bühne vollplastische Putten mit Lyra und Schwan. Der Saal mit roten Kunstmarmorsäulen an den Längsseiten und Empore mit Hermen an der Westseite. Die Stuckdecke mit Mittelbild von Emil Schulze (Darstellung der Hochzeit von Amor und Psyche), in den Ecken Medaillons von Komponisten, in den Vouten Schablonenmalerei mit Seerosenblättern, an den Längsseiten zwei große Jugendstilbilder mit schlafender Venus. Das überregional bekannte Gasthaus mit Ballsaal ist aufgrund der vorgenannten Ausführungen baugeschichtlich, kulturgeschichtlich, ortsgeschichtlich und künstlerisch bedeutend.
26. ↑  
Die direkt an der Elbe gelegene Villa ist ein markanter, historisierender Bau mit Turmanbau, Erker, Loggia unter säulengetragenem Balkon und reichem Fassadenschmuck. Das zweigeschossige Gebäude wurde um 1895 wohl als Fabrikantenvilla zu der sich damals auch auf der Kötzschenbroder Straße befindenden Konservenfabrik Wachs & Flössner erbaut. Der über annähernd quadratischem Grundriss errichtete und mit einem flachen Walmdach versehene Putzbau weist neben zahlreichen zeittypischen Schmuckelementen auch fassadengliedernde Putznutungen auf. Die Wetterfahne auf dem Turm trägt das Datum der jüngsten Sanierung (1991). Das besonders repräsentative Villengebäude Kötzschenbroder Straße 24/26 ist somit ein charakteristisches Beispiel der Architekturentwicklung am Ende des 19. Jahrhunderts und sowohl baugeschichtlich und ortsgeschichtlich als auch aufgrund ihrer gestalterisch anspruchsvollen Ausformung künstlerisch von Bedeutung.
27. ↑  
Das um 1900 entstandene, dreigeschossige Wohnhaus Kötzschenbroder Straße 42 erscheint als zeittypischer Klinkerbau. In offener Bebauung liegend, ist das Gebäude entsprechend seiner städtebaulichen Situation an der Kreuzung von Trachauer und Kötzschenbroder Straße abgeschrägt. An der Ecke befinden sich nebeneinander zwei Geschäftseingänge, darüber zwei Balkone mit schmiedeeisernen Gittern und im Dach ein geschweifter Giebel. Über verputztem Erdgeschoss ist die historisierende Klinkerfassade ansprechend mit akzentuierenden roten Klinkergliederungen und aus Werkstein gefertigten Fensterumrahmungen und Fensterverdachungen (1. Obergeschoss) gestaltet. Im ausgebauten Mansarddach stehende Fensterformate. Die Denkmaleigenschaft des Mietshauses Kötzschenbroder Straße 42 ergibt sich aus seiner baugeschichtlichen und städtebaulichen Bedeutung.
28. 1 2 3  
Der Straßenbahnhof Mickten entstand 1897 an der Leipziger Straße mit dem Bau der schmalspurigen Lößnitzbahn nach Radebeul und war bis 1930 Umsteigepunkt auf die Stadtlinien. In der großen Wagenhalle, 1914 erweitert, wurden die Wagen der Stadtlinien untergestellt, die Fahrzeuge der Lößnitzbahn in einer hölzernen Wagenhalle daneben. Neben dem Verwaltungsgebäude gehörten, abgesehen von einem umfangreichen Gleisnetz, noch mehrere Hallen und Werkstattgebäude zu dem Komplex. Nach zwischenzeitlicher Nutzung des Geländes als Kraftfahrzeugwerkstatt der Dresdner Verkehrsbetriebe entstand nach Veräußerung der Anlage in der großen, langgestreckten, u. a. von markanten Fensterbändern im Dach belichteten Wagenhalle ein Einkaufszentrum (Eröffnung 2009). Zahlreiche Hallen und Nebengebäude wurden dabei ganz oder teilweise abgebrochen. Das an der Kreuzung Leipziger und Sternstraße liegende, ehemals für die Verwaltung des Bahnhofes errichtete Gebäude (auch 1897) besitzt eine bemerkenswerte historisierende Fassadengestaltung. Insbesondere die städtebaulich wirksame Eckausbildung mit turmartigem Aufbau und hohem Dach, betont durch Dreiecksgiebel, Figurenschmuck und Sonnenuhr, sowie Balkone in den Obergeschossen ist hierbei zu nennen. Der Straßenbahnhof Mickten ist ein wichtiges Zeugnis für die Verkehrsentwicklung im Nordwesten von Dresden und als einer der ältesten und markantesten Straßenbahnhöfe Dresdens baugeschichtlich, ortsgeschichtlich und verkehrsgeschichtlich bedeutend. Als straßenräumlich prägnantes Bauwerk tritt für das ehemalige Verwaltungsgebäude eine städtebauliche Bedeutung hinzu.
29. 1 2  
Die aus drei, durch überdachte Tordurchgänge miteinander verbundenen Blöcken bestehende Wohnanlage an Lommatzscher Platz und Lommatzscher Straße befand sich nach ihrer Fertigstellung um 1940 im Besitz des Baumeisters Herbert O. Steinert (wohl auch der ausführende Baumeister). Die Wohnanlage ist geschickt in die städtebauliche Struktur entlang der breiten Lommatzscher Straße eingeordnet, dabei breite Front zum Lommatzscher Platz (Lommatzscher Platz 4/6), der mittlere Block (Lommatzscher Straße 5 - 9) zurückgesetzt und an der Einmündung der Franz-Lehmann-Straße auffällige Rundung. Traditionell gestaltete, viergeschossige Bauten aus der Zeit des Nationalsozialismus mit Lochfassaden und Walmdächern, einzelne Akzente durch gestaltete Treppenhausachsen (Betonung des Hauseingangs, Rundfenster und kleine dreieckige Dachaufbauten). Walmdachgauben vermutlich später. Die Wohnanlage verweist auf die bauliche Entwicklung von Mickten (1903 zur Stadt Dresden eingemeindet) vor dem Zweiten Weltkrieg, hierdurch erlangt sie stadtentwicklungsgeschichtlich und sozialgeschichtlichen Aussagewert. Weiterhin ergibt sich aus dem exemplarischen Charakter für das Architekturgeschehen um 1930 eine baugeschichtliche Bedeutung.
30. ↑  
Das an der, bis in die 1930er Jahre nur bis zur Rietzstraße führenden, Lommatzscher Straße liegende Doppelwohnhaus entstand um 1925 in offener Bebauung. Trotz gleicher Formensprache ist das Wohnhaus nicht zur gegenüberliegenden Wohnanlage der Wohnungsbaugenossenschaft für Dresden und Vororte e.G.m.b.H. gehörig. Das dreigeschossige Wohnhaus über rechteckigem Grundriss wird von einem Walmdach mit einzelnen kleinen Walmdachgauben überdeckt. Die farbig gestaltete, historisierende Putzfassade weist in ihrer, bis auf ein horizontales Gurtband über Erdgeschoss, streng axial ausgerichteten Gestaltung an den drei Schauseiten auch expressionistischen Schmuck auf. Die beiden rückwärtigen Hauseingänge sind betont durch Risalite mit kleinen Walmdächern. Von der vermutlich ursprünglich gestalteten Einfriedung nur noch massive Torpfosten mit Lattenzaun entlang der Lommatzscher Straße erhalten. Das Doppelwohnhaus Lommatzscher Straße 27/29 ist baugeschichtlich bedeutend.
31. 1 2  
Die von ca. 1925–27 errichtete Wohnanlage der Wohnungsbaugenossenschaft Dresden und Vororte e. G. m. b. H. liegt an Lommatzscher, Trachauer und Naundorfer Straße über annähernd U-förmigem Grundriss und besteht aus drei Blöcken, die verbunden sind durch zwei eingeschossige Ladengebäude. Das Ladengebäude an der Ecke Naundorfer und Trachauer Straße (seit 2007 Adresse Naundorfer Straße 8) dabei über viertelkreisförmigem Grundriss und mit Satteldach, der Zwischenbau an der Lommatzscher Straße als Flachbau. Der sich aufweitende Stadtraum an der Lommatzscher Straße wird von der durch drei Treppenhäuser mit überhöhten Risaliten, welche in einen geschossartigen Dachaufbau eingebunden sind, betonten Fassade dominiert und qualitätvoll gefasst. Jedoch stören dabei auf den Walmdächern die um 2010 aufgebrachten Satteldachgauben neben den Risaliten die Gesamtkomposition. Die Häuserzeile an der Naundorfer Straße ist achsensymmetrisch aufgebaut, hier durch Vorgärten und Einfriedungen belebt. Die verputzten Fassaden der viergeschossigen bis fünfgeschossigen Bauten besitzen expressionistischen Schmuck, manche Hauseingänge geradezu repräsentativ (zum Teil mit Farbglasfenstern). Die gesamte Wohnanlage ist ein markantes Beispiel des Siedlungsbaus und Kleinwohnungsbaus der 1920er Jahre und insbesondere in ihrer expressionistischen Ausformung baugeschichtlich und stadtentwicklungsgeschichtlich sowie künstlerisch bedeutend.
32. ↑  
Das 1901 als eines der frühen Gebäude in dem sich nordwestlich Richtung Trachau erstreckenden Micktener Stadterweiterungsgebiet entstandene Mietshaus wurde von Paul Jungfer in Funktion als Baumeister und Bauherr erbaut. Das Wohnhaus steht in offener Bebauung und Ecklage an heutiger Naundorfer und Hauptmannstraße. Über verputztem Erdgeschoss erheben sich ein Obergeschoss und mehrere breite Dachaufbauten mit einer sehr markanten Klinker-Sandstein-Fassade. Die wesentlichen Details eines historisierenden Gründerzeitbaus, wie Fenstergewände und Fensterverdachungen, übergiebelte Risalite etc., sind erhalten. Lediglich der Eingang an der abgeflachten Gebäudeecke wurde später zugesetzt. Über der Ecke sitzt ein Dachreiter, die Wetterfahne zeigt das Jahr der letzten Sanierung (2012). Die beiden äußeren Gebäudeecken an Naundorfer bzw. Hauptmannstraße sind durch Eckrisalite turmartig erhöht und durch Bauschmuck betont. Das öffentliche Erhaltungsinteresse ergibt sich aus dem Gewicht der baugeschichtliche und stadtentwicklungsgeschichtlichen Bedeutung des Wohnhauses Naundorfer Straße 18, insbesondere als exemplarisches Beispiel für die Architekturentwicklung Anfang des 20. Jahrhunderts, vor allem in Verbindung mit den nur ungefähr ein Jahrzehnt später entstandenen Nachbargebäuden Nummer 19, 22 und 24.
33. ↑  
Das Wohnhaus Naundorfer Straße 19 wurde vermutlich um 1913 im Zusammenhang mit der Nachbarbebauung (Nummer 22 und 24) in ähnlicher Kubatur errichtet. Die Straßenfront des zweigeschossigen, über annähernd quadratischem Grundriss liegenden Putzbaus wird bestimmt durch einen mit Krüppelwalm versehenen Mittelrisalit mit zwei Fensterachsen, diese durch Klappläden betont. Die Putzquadrate vermutlich ehemals durch Stuckelemente verziert. Der überdachte Hauseingang sitzt zwischen zwei mit Walmdächern versehenen Risaliten mittig auf der rückwärtigen Fassade. Das Mansardgeschoss ist ausgebaut und mit Satteldachgauben besetzt. Vermutlich mit der letzten Sanierung Einbau von zwei Loggien in die obere Mansarddachfläche. Auch die Seitenfassaden verändert (neue Anbaubalkone). Das Mietshaus bildet zusammen mit den benachbarten Wohnhäusern ein anschauliches Ensemble der Bauweise um 1910 in Dresden, in der man sich auch im Wohnhausbau gegen den Historismus wandte und einfachere, sachlichere Formen einführte. Das Wohnhaus ist daher baugeschichtlich von Bedeutung.
34. ↑  
Das Mietshaus Naundorfer Straße 22 wurde vermutlich zusammen mit dem annähernd baugleichen Nachbargebäude Nummer 24 (bezeichnet 1913) errichtet, Nummer 22 dabei jedoch heute ohne Schmuckelemente auf der Fassade. Die Straßenfront des zweigeschossigen, über annähernd quadratischem Grundriss liegenden Putzbaus wird bestimmt durch einen übergiebelten Mittelrisalit mit zwei Fensterachsen, diese durch Klappläden betont und, wie auch auf den übrigen Fassaden, durch farblich abgesetzte Putzfelder in der Vertikalen zusammengefasst. Der überdachte Hauseingang (bauzeitliche Haustür und Farbverglasungen im Treppenhaus) sitzt zwischen zwei mit Walmdächern versehenen Risaliten mittig auf der rückwärtigen Fassade. Das Mansardgeschoss ist ausgebaut, Gauben mit Satteldach bzw. Schleppdach. Vermutlich mit der letzten Sanierung Einbau von zwei Loggien in die obere Mansarddachfläche. Das Wohnhaus bildet zusammen mit den benachbarten Mietshäusern ein anschauliches Ensemble der Bauweise um 1910 in Dresden, in der man sich auch im Wohnhausbau gegen den Historismus wandte und einfachere, sachlichere Formen einführte. Das Wohnhaus ist daher baugeschichtlich von Bedeutung.
35. ↑  
Das im Giebel mit dem Baujahr 1913 datierte Wohnhaus Naundorfer Straße 24 steht, fast baugleich mit dem Nachbargebäude Nummer 22 (dieses jedoch auf der Fassade etwas schlichter), in offener Bebauung. Die Straßenfront des zweigeschossigen, über annähernd quadratischem Grundriss liegenden Putzbaus wird bestimmt durch einen übergiebelten Mittelrisalit mit zwei Fensterachsen, diese durch Klappläden betont und, wie auch auf den übrigen Fassaden, durch farblich abgesetzte Putzfelder vertikal zusammengefasst. Auf der Schauseite sind diese mit Stuckformen (Früchtemedaillons) geschmückt. Der überdachte Hauseingang (bauzeitliche Haustür und Farbverglasungen im Treppenhaus) sitzt zwischen zwei übergiebelten Risaliten mittig auf der rückwärtigen Fassade. Ein eingeschossiger Anbau aus Holz an der Westseite des Hauses. Das Mansardgeschoss ist ausgebaut, Gauben mit Satteldach bzw. Schleppdach. Vermutlich mit der letzten Sanierung Einbau von zwei Loggien in die obere Mansarddachfläche. Das Wohnhaus bildet zusammen mit den benachbarten Mietshäusern ein anschauliches Ensemble der Bauweise um 1910 in Dresden, in der man sich auch im Wohnhausbau gegen den Historismus wandte und einfachere, sachlichere Formen einführte. Das Wohnhaus ist daher baugeschichtlich von Bedeutung.
36. ↑  
Das zweigeschossige Wohnhaus steht an der Overbeckstraße in offener Bebauung. Das relativ schlichte Gebäude über rechteckigem Grundriss wird durch ein Krüppelwalmdach auf profiliertem Traufgesims abgeschlossen. Das ausgebaute Dachgeschoss wird über Walmdachgauben (Einzelgauben und Doppelgauben) belichtet. Ein horizontal verlaufendes Gurtband zwischen den Geschossen und die umrahmten Fenster (teils als Zwillingsfenster zusammengefasst) sind die einzigen Gliederungselemente an dem schlichten Gebäude. Das Wohnhaus Overbeckstraße 2 steht in Verbindung mit der städtebaulichen Entwicklung des historischen Ortskerns von Mickten im 19. Jahrhundert und ist somit stadtbaugeschichtlich von Bedeutung.
37. ↑  
Das freistehende, kompakt wirkende Wohnhaus Overbeckstraße 4 wurde 1929 von dem praktizierenden Arzt Dr. med. Christian Funk errichtet. Der zweigeschossige Putzbau über annähernd quadratischem Grundriss besitzt straßenseitig eine schlichte, symmetrische Fassade, die hauptsächlich von den Formaten und Sprossungen der Fenster bestimmt wird. Hauseingang mit einfacher, schmaler Verdachung, bauzeitliche Holztür und schlichte, horizontal gestaltete Fenstergitter. Die Traufe des ausgebauten und mit Schleppgauben versehenen Mansarddaches wird in der Achse des über einige Stufen zu erreichenden Hauseinganges unterbrochen, dort kleine Fenster mit waagerechter Sprossung. Nach Westen (Seiteneingang) und rückwärtig zum Garten eingeschossige Anbauten. Als Zeugnis der Architekturentwicklung in den 1920er Jahren ist das schlichte und doch durch seine wohlproportionierte Gestalt beeindruckende Wohnhaus von baugeschichtlicher Bedeutung.
38. ↑  
Die hier zu beurteilende Kastenmangel ist in dieser Form ein Sachzeugnis der Hauswirtschaft sowie der gewerblichen Wäscherei des 19. und des 20. Jahrhunderts und dokumentiert die technologische Übertragung des Wäscherollens mit Mangelbrett und Holzrolle auf ein mechanisches Hilfsgerät. Sie belegt als späteres, bereits mit Elektromotor ausgestattetes Modell die technologische Entwicklung der zunächst handbetriebenen Kastenmangeln hin zu einem leicht bedienbaren Hilfsgerät der häuslichen Wäscherei. Zugleich dokumentiert sie auch den zwar erheblich erleichterten, aber dennoch mühsamen Arbeitsvorgang des Wäscherollens und ist damit auch Zeugnis für die Arbeitsbedingungen der Hausfrau des 19. und 20. Jahrhunderts. Der Kastenmangel kommt somit eine hauswirtschaftsgeschichtliche und technikgeschichtliche Bedeutung zu. Bis heute haben sich vergleichsweise wenig Wäschemangeln in Sachsen erhalten, obgleich ursprünglich viele Ortschaften, teilweise auch größere Ortsteile oder Siedlungen, eine öffentlich nutzbare Mangelstube oder ein Mangelhäuschen aufwiesen. So kann einer einzelnen Wäschemangel inzwischen ein Seltenheitswert zuerkannt werden. Der Erhalt einer gewissen Vielfalt von Modellen ist jedoch erstrebenswert, da sich erst aus dieser ein besonderer Aussagewert für die technologische Entwicklung und die typische dezentrale Versorgungsstruktur in der damaligen Hauswirtschaft ableiten lässt. Zuletzt besitzt eine solche Wäschemangel – vor allem eine noch betriebsbereite – auch einen großen Erlebniswert und Erinnerungswert, so dass deren Erhalt von öffentlichem Interesse ist.
39. 1 2  
Das im ersten Viertel des 20. Jahrhunderts errichtete, mächtige Doppelmietshaus Rethelstraße 6/8 liegt an der Grenze zu Übigau. Das dreigeschossige Wohnhaus mit Naturstein verkleidetem Sockel zeigt eine ansprechende Fassade mit Schmuckelementen und Gliederungselementen wie z. B. ornamental gestaltete Putzspiegel zwischen den Fenstern. Der Hauseingang Nummer 6, bezeichnet mit „G.F. 1721“ und „H.V. 1914“, wird betont durch trapezförmigen Erker über beide Obergeschosse und Walmdachgiebel im bewegten Mansarddach. Der Hauseingang Nummer 8 ist akzentuiert durch Balkone im Obergeschoss und eine breite Gaube im Mansarddach. Beide Gebäude wurden um 2000 saniert. Originale Treppenhausbemalung (restauriert) vorhanden. Das auf dem rückwärtigen Grundstück liegende, von der Rauchstraße erschlossene, eingeschossige Gebäude über annähernd rechteckigem Grundriss mit ausgebautem Mansarddach war vermutlich früher das zum Mietshaus gehörige Waschhaus. Die Denkmaleigenschaften des Mehrfamilienhauses Rethelstraße 6/8 ergeben sich aus seinem Zeugniswert für das Architekturgeschehen am Anfang des 20. Jahrhunderts.
40. ↑  
Das dreigeschossige Wohnhaus Scharfenberger Straße 1 gehört trotz seiner gründerzeitlichen Ausprägung zum geschützten historischen Dorfkern Mickten. Es steht zusammen mit seinen wenigen, aus ähnlicher Bauzeit stammenden Nachbargebäuden in geschlossener Bebauung, rückseitig dicht an den die historische Dorfmitte ringförmig umgebenden Gehöften. Über verputztem Erdgeschoss sind die beiden symmetrisch gestalteten Obergeschosse mit einer historistischen Klinker-Werkstein-Fassade versehen. Dabei kommen zeittypische Elemente wie Fensterumrahmungen, Fensterverdachungen und Fenstersimse zum Einsatz. Mit der Industrialisierung im 19. Jahrhundert siedelten sich in Übigau zahlreiche Fabriken an - so u. a. die Übigauer Schiffswerft, die mit der "Königin Maria" das erste Personendampfschiff baute. Auch in Mickten entstanden in der Folge die für die Arbeiterfamilien dringend benötigten Wohnungen. Das Ende des 19. Jahrhunderts errichtete Mietshaus Scharfenberger Straße 1 steht für diesen Wohnbedarf und ist daher neben seiner bauhistorischen Wertigkeit auch stadtentwicklungsgeschichtlich bedeutend.
41. ↑  
Die Alte Micktener Schule, am 12. August 1874 von den Gemeinden Mickten und Übigau als solche eröffnet und von 1898 bis 1903 als Rathaus genutzt, ist heute ein markantes Wohngebäude am Rande des historischen Dorfkerns Altmickten. Trotz vereinfachter historisierender Putzfassade hebt sich der Satteldachbau, insbesondere durch seinen elbseitigem Mittelrisalit mit gestaffeltem Giebel und seitliche Dachaufbauten sowie bekrönendem Dachreiter, von der sonst in großen Teilen dörflich geprägten Nachbarbebauung ab. Das zweigeschossige Gebäude weist durch die ebenso zweigeschossigen, vermutlich im Zuge einer Schulerweiterung in den 1890er Jahren, errichteten Anbauten heute einen annähernd quadratischen Grundriss auf. Der Hauseingang zwischen diesen Flügeln liegend. Von 1913 bis 1928 befand sich der Endhaltepunkt der Straßenbahnlinie 10 aus Dresden auf der Böcklinstraße unmittelbar vor dem Haus. 1996/97 wurde das Gebäude komplett saniert. Der erste eigene Schulbau in Mickten ist baugeschichtlich und vor allem ortsgeschichtlich bedeutend.
42. ↑  
Der Hof Scharfenberger Straße 12 weist neben dem Wohnstallhaus und mehreren Seitengebäude die bauliche Besonderheit eines noch erhaltenen Reisschuppens (abgeleitet von Reisig), einem zweigeschossigen Fachwerk-Schauer, auf. Dieser erinnert an das 1927 völlig gerodete Kaditzer Tännigt. Das zweigeschossige Wohnstallhaus (bezeichnet Aufbau nach Brand 1823) bildet zusammen mit seinen Nebengebäuden und verbliebenen Seitengebäuden des ehemaligen Nachbargehöfts (Nummer 16, ortstypische rundbogige Zwillingsfenster im Giebel des Seitengebäudes an der Scharfenberger Straße), einige davon in Fachwerk, einen geschlossenen, parallel zur Straße liegenden Vierseithof. Dieser ist heute einer der größten Höfe im historischen Dorfkern von Mickten. Die Anlage in Altmickten bildet ein bauliches Zeugnis der ländlichen Architektur in der Mitte des 19. Jahrhunderts und ist insbesondere auch aufgrund des noch erhaltenen Reisschuppens von baugeschichtlichen und ortsgeschichtlichem Wert.
43. ↑  
Der markante, vorstädtische Wohnbau wurde vor 1900 in offener Bebauung an der Sternstraße errichtet. An dem zweigeschossigen, über annähernd quadratischem Grundriss liegenden Putzbau mit ausgebautem Mansarddach werden an der symmetrischen Straßenfassade die mit je einem Seitenrisalit besetzten Gebäudeecken betont. Schmuckelemente und Gliederungselemente, wie Rustizierung des Erdgeschosses, mittiger Balkon, Fensterrahmungen und Muschelmotiv beleben insbesondere die straßenseitige Fassade. Das Mietshaus Sternstraße 15 ist auf Grund seiner für das ausgehende 19. Jahrhundert exemplarischen historistischen Gestalt baugeschichtlich und als authentischer Sachzeuge der baulichen Entwicklung von Neumickten beiderseits der Sternstraße stadtentwicklungsgeschichtlich bedeutend.
44. ↑  
Das frei stehende, dreigeschossige Wohnhaus, Trachauer Straße 32 wurde um 1925 über T-förmigem Grundriss errichtet. Ebenso wie das Nachbargebäude Lommatzscher Straße 27/29 ist das Wohnhaus trotz gleicher Formensprache nicht zur gegenüberliegenden Wohnanlage der Wohnungsbaugenossenschaft für Dresden und Vororte e.G.m.b.H. gehörig. Über auskragendem, umlaufendem Traufgesims wird das Gebäude von einem Walmdach mit einzelnen kleinen Walmdachgauben überdeckt. Die farbige Putzfassade besitzt über dem mit Klappläden betonten und von einem Gurtband abgesetzten Erdgeschoss eine an den beiden Schauseiten axial ausgerichtete und mit expressionistischem Schmuck (Putzspiegel) versehene Gestaltung. Das Wohnhaus Trachauer Straße 32 ist als charakteristischer Bau der Kleinwohnungsarchitektur und Siedlungsarchitektur um 1925 mit expressionistischen und traditionellen Elementen, wie den Klappläden, baugeschichtlich von Bedeutung.
45. ↑  
Das in Ecklage und halboffener Bebauung befindliche Mietshaus Wüllnerstraße 44 wurde vermutlich um 1880 errichtet. Das dreigeschossige, von einem flachen Walmdach überdeckte Wohnhaus besitzt über einem entlang der Leipziger Straße mit Ladeneinbauten ausgestatteten Erdgeschoss zwei mit Schmuckelementen und Gliederungselementen versehenen Obergeschossen. Wobei das erste Obergeschoss mit aufwendigeren Fensterverdachungen und den bauzeitlichen Schabracken besonders betont ist. An der abgeschrägten Ecke über dem Ladeneingang sitzt außerdem ein Balkon mit schmiedeeisernem Gitter. Zum Großteil sind die originalen Fenster noch erhalten, teilweise sogar mit Winterfenster. Entlang der Wüllnerstraße Einfriedung aus massiven, mit ausgestaltetem Kopf versehenen Pfosten und Lattenzaunfeldern. Als noch weitgehend unverändertes und daher exemplarisches Beispiel gründerzeitlicher Architektur ist das Mietshaus baugeschichtlich bedeutend.
46. ↑  
Das respektable, in geschlossener Bebauung befindliche, Mietshaus markiert die Straßenecke Franz-Lehmann-Straße und Wüllnerstraße. Der um 1910 entstandene, dreigeschossige Bau mit ausgebautem Dachgeschoss (Mansarddach) weist straßenseitig eine über einem Natursteinsockel aufgehende, schlichte Putzfassade mit stark versachlichten Bauschmuckformen auf, die durch leichte Vorsprünge und Rücksprünge gestaltet wird. Diese sind im Dachbereich durch unterschiedliche Gauben und Dachaufbauten fortgeführt. Die für einen erdgeschossigen Ladenzugang genutzte, abgeflachte Gebäudeecke wird in den Obergeschossen durch französische Balkone betont und überhöht von einem runden Turmaufsatz mit schindelverkleidetem Aufbau und spitzem Dach. Eine auffällige Überdachung mit gestaffelten Fassadenrücksprüngen findet sich am Hauseingang an der Wüllnerstraße. Das straßenräumlich markante Mietshaus Wüllnerstraße 47 ist baugeschichtlich von Bedeutung.
47. 1 2  
Das um 1910 in geschlossener Bebauung errichtete, schmucklose Wohnhaus ist ein dreigeschossiger Putzbau mit ausgebautem Mansarddach und breiten Gauben. Die straßenseitige, annähernd symmetrische Fassade wird durch in den Obergeschossen zu senkrechten Putzfeldern zusammengefassten Fensterachsen rechts und links des mittigen Hauseingangs gegliedert. Das Treppenhaus ist akzentuiert mit drei Achsen schmaler, hoher Fensteröffnungen. Die Gebäude sind, insbesondere im Zusammenhang mit ihrer vermutlich zeitnah entstandenen, gestalterisch ähnlich ausgeführten Nachbarbebauung (Wüllnerstraße 49 und 51), baugeschichtlich bedeutend.
48. ↑  
Das viergeschossige, Ende der 1920er Jahre errichtete, Mietshaus Wüllnerstraße 56 liegt an einer leichten Straßenbiegung in halboffener Bebauung. Die mit horizontalen Gliederungselementen versehene, wohlproportionierte Straßenfassade des Putzbaus akzentuieren eingerückte Loggien und das typisch expressionistische Gestaltungselement der spitz hervortretenden Erker. Im Satteldach werden einzelne Fensterachsen durch Schleppdachgauben fortgeführt. Schmales und geschosshohes Haustürelement in Naturstein gefasst, mit Oberlicht und in bauzeittypischer Ausformung. Das ansprechend gestaltete Mietshaus ist ein exemplarisches Zeugnis der Bauentwicklung der 1920er Jahre in der Architektursprache des Expressionismus und somit baugeschichtlich von Bedeutung.